# 아프가니스탄
아프가니스탄 이슬람 토후국(파슈토어: د افغانستان اسلامي امارت 더 아프가니스탄 이슬라미 이마라트, 다리어: امارت اسلامی افغانستان 이마라티 이슬라미이 아프가니스탄, 문화어: 아프가니스탄 이슬람 추장국), 약칭 아프가니스탄(파슈토어·다리어: افغانستان)은 남아시아에 있는 나라이다.
내륙국으로 북쪽은 투르크메니스탄·우즈베키스탄·타지키스탄, 북동쪽은 중화인민공화국, 동쪽과 남쪽은 파키스탄, 서쪽은 이란과 맞닿아 있다. 수도는 카불이다. 다민족 국가로서 주류 민족인 파슈툰족을 비롯해 타지크족, 하자라족, 우즈베크인, 아이마크인 등이 거주한다. 역사적으로 중동과 아시아의 여러 지역의 문화가 만나는 곳이었으며, 여러 세기를 거쳐 다양한 민족들의 고향이 되었다.
전략적인 위치로 인해 수많은 군사 활동이 이루어진 곳이 되기도 했는데, 대표적인 정복 세력으로는 알렉산더 대왕, 이슬람 제국, 몽골 제국, 대영제국, 소련, 그리고 현대의 서방 세력에 이른다. 또한 쿠샨 제국, 에프탈 제국, 사만 토후국, 사파르 토후국, 가즈나 제국, 고르 술탄국, 할지 술탄국, 무굴 제국, 호타크 제국, 두라니 제국, 기타 등등의 제국들을 일으킨 민족들의 근원지가 되기도 하였다. 1747년, 아흐마드 샤 두라니는 두라니 제국을 세웠는데, 이 때가 근대 아프가니스탄의 시발점으로 여겨진다. 나중에 두라니 제국의 도읍은 칸다하르에서 카불로 옮겨졌으며, 제국 영토 대부분은 이웃 강국들에게 빼앗겼다. 19세기 말, 영국령 인도 제국과 러시아 제국이 "그레이트 게임"(The Great Game)을 벌이는 가운데 아프가니스탄은 두 제국의 완충국으로 전락하였다. 제3차 앵글로-아프간 전쟁 이후 1919년 8월 19일에 이 나라는 대영제국에게서 독립을 쟁취하였다. 자히르 샤의 40년 통치 동안 아프가니스탄은 평화를 유지하였다.
1970년대 말부터 아프가니스탄은 공화주의자, 사회주의자 등의 반란으로 내전 상태에 빠졌으며 1979년에는 소련이 친소련 성향의 아프가니스탄 민주공화국을 유지시키기 위해 아프가니스탄으로 침공하며 10년에 걸친 소련–아프가니스탄 전쟁이 발발하였다. 무자헤딘으로 통칭된 반공 이슬람주의 무장세력들은 1989년 소련군의 아프가니스탄 철수 이후로도 아프가니스탄의 주도권을 두고 서로 내전을 벌이기 시작했고, 결과적으로 2001년 시점에 탈레반의 이슬람 토후국이 영토의 85%를 장악하게 되었으나 알카에다 소탕을 명분으로 한 미국의 아프가니스탄 침공으로 축출되고 아프가니스탄 이슬람 공화국이 수립되었다. 그러나 이후 탈레반과 정부군 사이에 아프가니스탄 전쟁이 지속되며 새로운 내전에 돌입한다. 2001년 말, 유엔 안전보장이사회는 북대서양 조약기구 군대로 구성된 국제 안보 지원군(ISAF) 창설을 승인하였다.
2020년부터 탈레반과 미국의 합의로 단계적인 미군 철수가 시작됨과 함께 탈레반이 전쟁의 주도권을 장악하기 시작하며(2021년 탈레반 공세) 끝내 2021년 8월 15일 아프가니스탄 이슬람 공화국 정부가 무너지고(카불 함락), 아프가니스탄 이슬람 토후국이 재건되었다. 그러나 판지시르주 등을 기반으로 이슬람 공화국 충성파와 반탈레반 세력이 조직적 저항을 이어가며 판지시르 분쟁이 이어지고 있다. 현재까지 아프가니스탄 이슬람 토후국은 국제사회로부터 정통 정부로 승인받지 못하고 있다.
아프가니스탄은 후발 개발도상국의 하나로, 농업과 목축업의 의존도가 높다. 현재 해외 원조로 재건되고 있으나 심각한 내부 분쟁으로 어려움을 겪고 있다. 최근에는 1000억 달러 규모의 전국적인 재건 과정을 진행하고 있다.

## 어원
10세기에 쓰여진 지리서 후드드 알 알람에 따르면, 아프가니스탄 (다리어: افغانستان 아프가네스탄)이란 어휘는 인종의 이름인 "아프간"만큼이나 오래 되었다고 한다. 어근 "아프간"은 역사적으로 파슈툰인을 가리키는데 사용되고, 접미사 "스탄"은 페르시아어로 "~의 장소"를 뜻한다. 따라서, 아프가니스탄은 "아프간인들의 땅"으로 해석되거나, 더 면밀히 말해서는 "파슈툰인들의 땅"으로 해석되기도 한다. 그러나, 현대의 아프가니스탄 헌법에서는 "아프간이라는 어휘는 모든 아프가니스탄 시민들에게 적용되어야 할 것이다."라고 아프간을 명시하고 있다.

## 역사

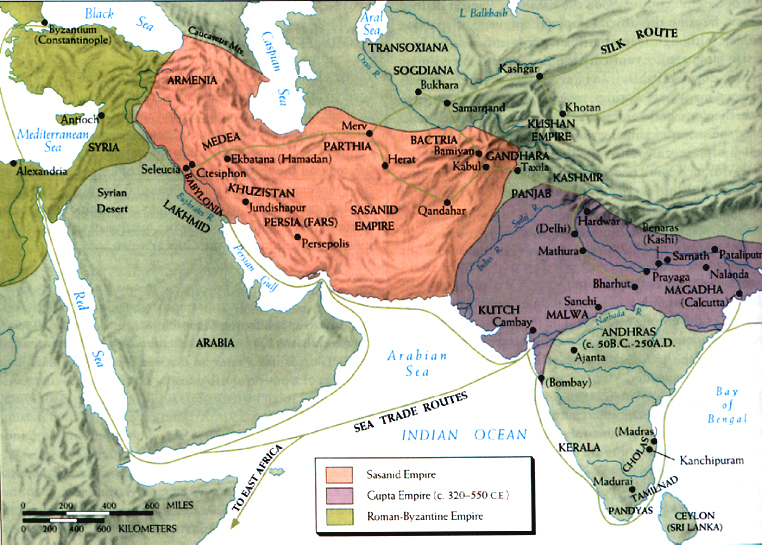
수백년간 아프가니스탄 땅은 페르시아 제국의 동부 영토였으며, 지금까지도 이 나라는 대이란의 동쪽 접경을 이루고 있다.

근대적인 아프가니스탄 국가는 아흐마드 샤 두라니가 1747년에 세웠으나, 이 땅은 유구한 역사를 지녔으며 다양한 문명들이 들어선 바 있다. 펜실베이니아 대학교의 루이스 뒤프레, 스미소니언 학회 등에서 발굴한 원시 시대 유적을 보면, 지금의 아프가니스탄 땅에 사람이 산 것은 적어도 50,000년 전의 일이며, 이 지역의 농경 집단은 세계적으로 초기에 속함을 알 수 있다.
아프가니스탄은 수많은 인도-유럽 문명들이 상호작용하고 투쟁하던 독특한 연결점이며, 초기 역사에서 중요한 땅이었다. 오랜 세월 동안 이 땅은 온갖 민족의 터전이었는데, 그 가운데는 박트리아, 아리아, 아라코시아 등 인도이란인들도 있었다. 또 이 땅을 정복한 집단으로는 메디아 제국, 페르시아 제국, 알렉산드로스 대왕의 군대, 셀레우코스 제국, 인도-그리스 왕국, 튀르크인, 몽골인 등이 있었다. 현대에는 영국과 소비에트가, 그리고 최근에는 미국과 동맹국이 아프가니스탄에서 전쟁을 벌이고 있다. 한편 아프가니스탄 원주민 집단은 주변의 이란고원, 중앙 아시아, 인도 아대륙을 침략하여 자신들의 제국을 세우기도 하였다.

### 이슬람 이전 시대

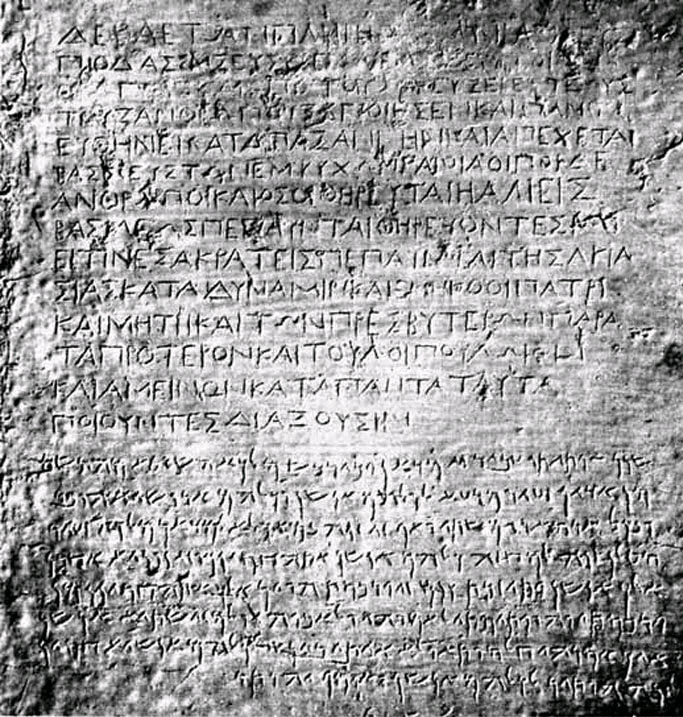
칸다하르에서 발견된 아소카 황제의 포고령. 기원전 3세기의 것으로 그리스어와 아람어로 쓰여져 있다.

20세기에 이루어진 고고학 연구에 따르면, 아프가니스탄의 지리적 영역은 이웃 지역들과 문화, 교역으로 깊이 연결되어 있었다고 한다. 구석기 시대, 중석기 시대, 신석기 시대, 청동기 시대, 그리고 철기 시대의 유물들이 아프가니스탄에서 발견되어 왔다. 도시 문명은 기원전 3000년 전부터 시작된 것으로 추정되고, 문디각 (칸다하르 인근의 남부 도시)은 인근의 인더스 문명의 식민지였을 가능성이 제기되어 왔다. 더욱 최근의 발견들에 의하면, 인더스 문명이 현재의 아프가니스탄 지역까지 영역을 넓혀서, 현재의 파키스탄, 아프가니스탄, 그리고 인도 지역에 고대 문명이 존재했던 사실을 뒷받침해주고 있다. 더욱 자세하게는, 현재의 파키스탄 북동부에서 인도의 북서부와 아프가니스탄의 북동부까지 영역을 넓혔다. 인더스 문명의 유적이 아프가니스탄 북부에 위치한 쇼투가이의 아무다리야강에서 발견된 바 있다. 여러 작은 규모의 인더스 부락들도 아프가니스탄에서 발견되어 왔다.

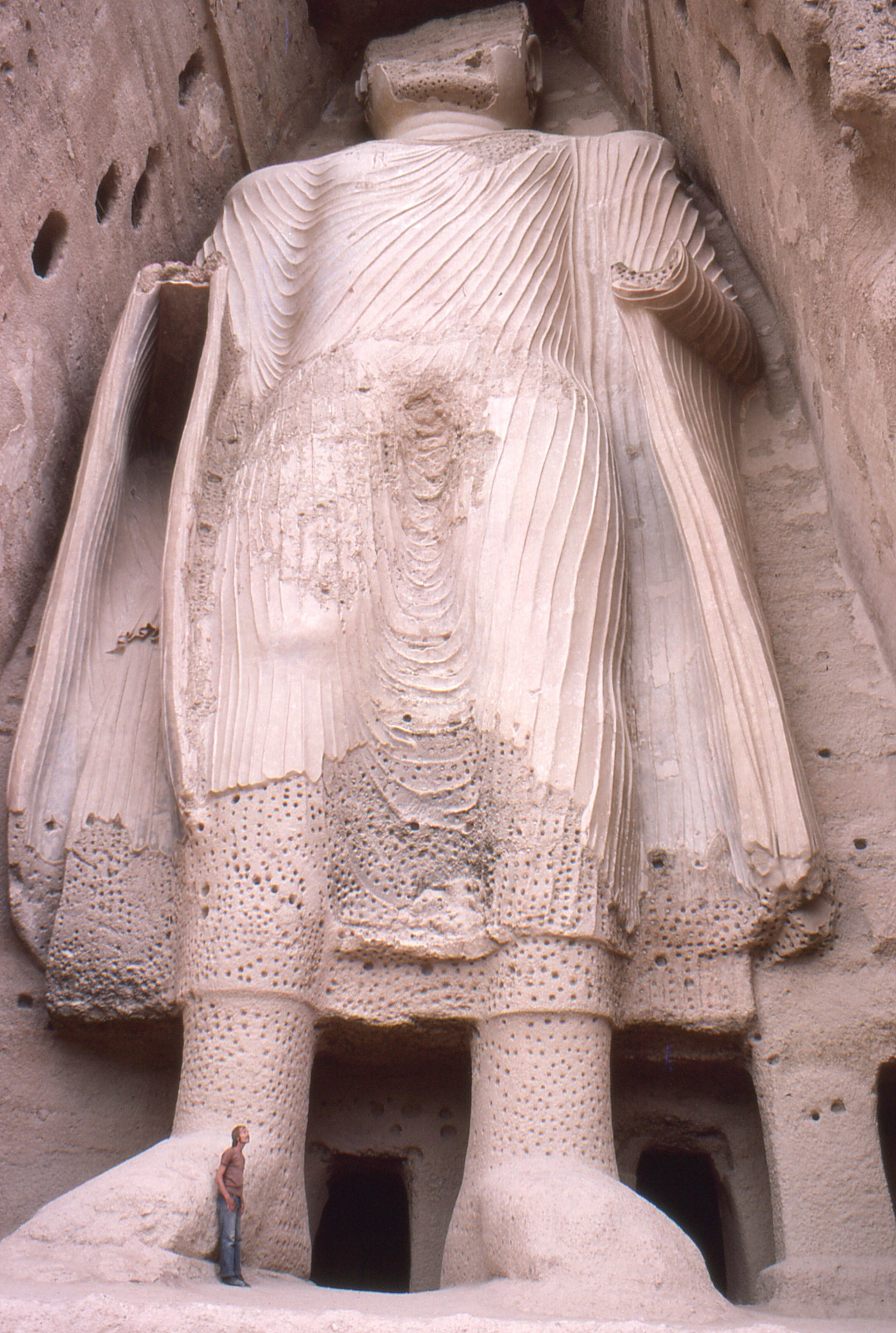
바미얀 석불 중의 하나. 이슬람 세력의 아프가니스탄 정복 이전에 불교가 널리 포교되었다.

기원전 2000년 이후에는 중앙아시아의 반유목민이 계속하여 아프가니스탄으로 남하하였다. 그 중엔 절대다수의 인도이란어파를 사용하는 인도이란인이 있었다. 이 종족은 이후에 더 멀리 남아시아, 서아시아, 또는 카스피해의 북부 지역을 통해 유럽으로 이주해왔다. 당시 이 지역은 아리아나라고 불렸다. 이들은 아이리아넴 바에자라는 민족을 이루게 된다. 인도이란인의 원래 터전은 아나톨리아, 쿠르디스탄, 중앙 아시아, 이란 또는 아프가니스탄이라고 하는데, 이런 각 주장에 따라 역사상의 이주 방향이 달라진다. 나중에 파르티아와 사산 제국의 지배를 받으면서 이 곳은 "아리아인들이 지배하는 땅"을 뜻하는 '이란사르'로 불리게 되었다.

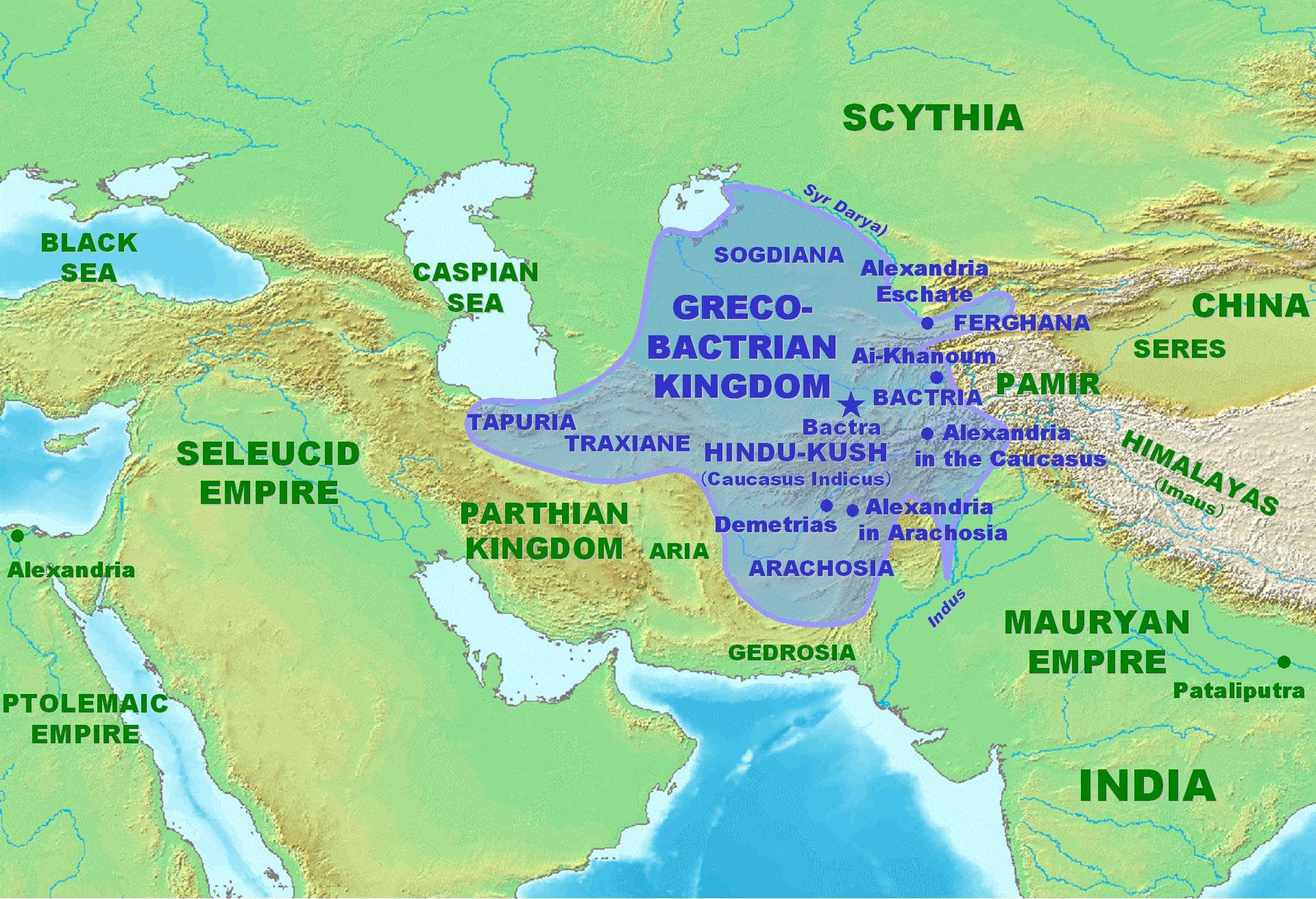
그리스-박트리아 왕국의 최대 판도. 기원전 180년경.

자라투스트라교(조로아스터교)가 발생한 곳은 기원전 1800년~800년 사이의 아프가니스탄 땅으로 여겨지는데, 창시자 자라투스트라는 발흐에서 살다가 죽었기 때문이다. 자라투스트라교가 발흥하던 시기에 아베스타어와 같은 고대 동부 이란 언어는 이 지역에서 쓰인 것으로 짐작된다. 기원전 6세기 중엽, 아케메네스 왕조의 페르시아 제국은 메디아 제국을 무너뜨리고, 아프가니스탄(그리스인들은 아라코시아라고 불렀다.)을 병합하였다. 알렉산드로스 대왕은 기원전 330년 이후에 아프가니스탄을 정복하였다. 알렉산드로스 대왕이 이 땅을 잠시 정복한 이후 후계국인 셀레우코스 제국이 아프가니스탄을 통치하다 기원전 305년에 동맹 조약의 일환으로 인도의 마우리아 제국에 이 지역 거의 대부분을 넘겨 주게 된다. 마우리아의 지배를 받으면서 힌두교와 불교가 아프가니스탄 땅의 주요 종교가 되었다. 그러나 기원전 185년에 마우리아 제국이 숭가 제국에 무너지고, 기원전 180년경에는 헬레니즘 국가인 그리스-박트리아 왕국이 아프가니스탄을 재정복하였다. 이내 아프가니스탄 상당 부분은 그리스-박트리아에서 떨어져나가 인도-그리스 왕국의 영토로 넘어간다. 인도-그리스 왕국은 인도-스키타이에 패배하고, 기원전 2세기 말에 이르러선 아프가니스탄 땅 대부분을 잃게 된다.
1세기경, 파르티아 제국이 아프가니스탄을 통치하였으나, 인도-파르티아 봉신들에게 땅을 빼앗겼다. 기원후 1세기 중엽에서 말엽에는 광대한 쿠샨 제국이 아프가니스탄 땅을 중심에 두고, 불교 문화의 강력한 후원자가 되어서 지역 내에서 불교를 부흥시키는 데 기여하였다. 3세기에 쿠샨 제국은 사산 왕조에 격퇴당하였다. 스스로를 쿠샨샤스(보통 인도-사산으로 알려짐)라고 부른 수많은 통치자들이 이 땅의 일부를 계속 다스렸으나, 이들은 사산 왕조에 종속되어 있었을 것으로 추정된다. 후기 쿠샨 이후로는 키다라 훈족이 지배자가 되었다가, 강력한 에프탈이 5세기 초에 잠시 아프가니스탄을 지배하였다. 서기 557년에 사산 왕조의 호스로 1세가 에프탈을 무찌르고, 페르시아에서 사산 왕조의 패권을 재확립하였다. 그러나 쿠샨과 에프탈의 후손들이 카불리스탄에 쿠샨-에프탈 또는 카불-샤한이라 불리는 작은 왕조를 세웠다. 지역의 북동부와 남부의 대부분이 계속하여 불교 문화의 지배를 받았다.

### 이슬람과몽골 제국의 침공

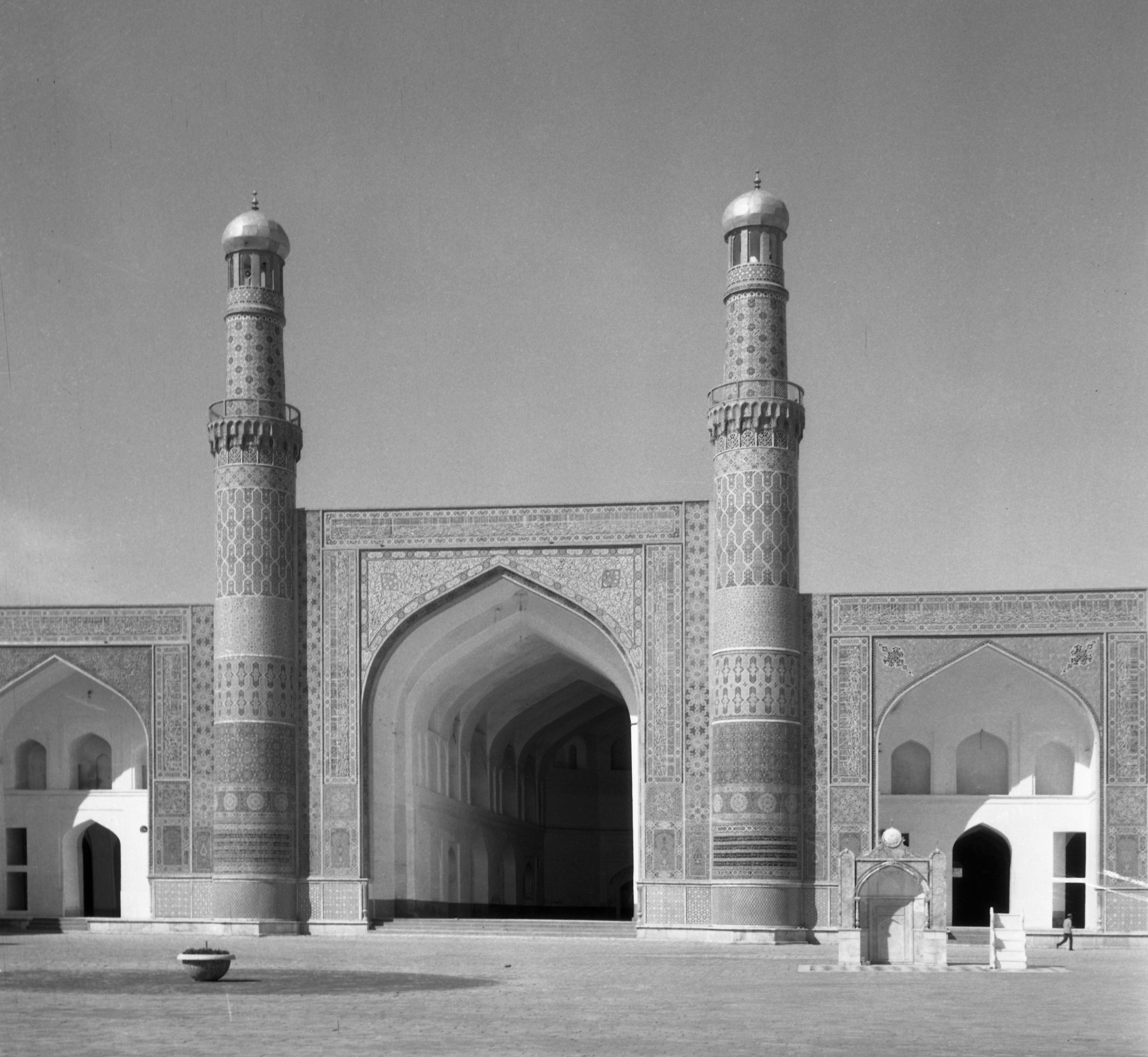
헤라트 자마 마스지드는 아프가니스탄에서 가장 오래된 모스크들 중 하나다.

서기 642년 아랍계 무슬림이 헤라트와 자란즈 등지에 이슬람교를 전파하였고 이후 동쪽으로 교세가 확장되어 나갔다; 아랍계 무슬림과 맞닥뜨린 일부 원주민은 이슬람을 받아들였으나, 일부는 반발하였다. 당시 인도 문화권과의 문화적 관련성의 이유로 아랍인은 지역을 총괄하여 알-힌드라고 인식하고 있었다. 이슬람이 소개되기 이전에는 대부분 불교나 조로아스터교를 믿었고, 시리아와 나나의 신봉자와 유대교인도 있었다. 자란즈의 사파르계 무슬림 세력이 서기 870년 지역을 장악한 이후에, 힌두쿠시 남부로 이슬람 영향력을 확대하였다. 10세기의 가즈나인의 집권 이전까지 카불에서는 무슬림과 비-무슬림이 공존하였다고 전해진다.
11세기에 이르러서는 마흐무드가 남은 힌두교 지도자를 몰아내고, 가즈나 왕조를 세웠으며 카피리스탄을 제외한 모든 지역에 이슬람을 전파한다. 아프가니스탄은 이슬람의 황금 시대에서 이슬람 세계의 주요한 중심지 중 하나였다. 가즈나 왕조는 당시 이미 강력한 이슬람 제국을 확장하고 발전시킨 고르인들에 의해 몰락한다.
서기 1219년, 징기즈칸과 툴루이를 비롯 그들의 몽골 제국 군사가 지역을 공격하였다. 그의 군사는 바미안 뿐만 아니라 헤라트와 1220년 발흐 지역을 섬멸, 파괴하였다. 몽골인의 파괴로 많은 주민들이 죽거나, 농촌 사회로 돌아가게 되었다. 몽골의 지배는 북서부 지역에서 일 칸국으로 지속되었고 할지 술탄국이 힌두쿠시 남부 지역의 아프간 부족 지역을 지배하였으나, 오래 가지 않아 1370년 티무르 제국을 건국한 티무르가 지역을 정복한다.
16세기 초, 페르가나에서 온 바부르가 아르군 왕조가 지배하고 있던 카불을 함락시킨다. 그는 1526년에 델리를 정복하여 로디 술탄국을 멸망시키고 그 자리에 무굴 제국이 세워지게 한다. 16세기와 18세기 사이에는 부하라 칸국, 사파위 제국, 그리고 무굴 제국이 지역의 부분들을 지배한다. 19세기 이전에는 아프가니스탄의 북서부 지역은 호라산이라는 지역명으로 불렸다. 호라산의 네 수도들 중 두 곳 (헤라트와 발흐)은 현재의 아프가니스탄에 위치해 있었고, 칸다하르, 자불리스탄, 가즈니, 카불리스탄, 그리고 당시 아프가니스탄의 지역들이 호라산과 힌두스탄 사이의 변경지대였다.

### 호타크 왕조와 두라니 제국
1709년 길자이 부족의 파슈툰족인 미르 와이스 호타크가 사파비 왕조의 칸다하르 태수인 구르긴 칸을 죽이고 아프가니스탄을 독립시킨다. 미르 와이스는 사파비 왕조의 토벌군을 무찌르고 칸다하르 지방을 장악하여 1715년에 죽을 때까지 지배하였다. 미르와이즈는 1715년에 자연사하여 그의 형제 압둘 하지즈 호타크가 왕위를 물려받으나, 곧 미르와이즈의 아들 마흐무드 호타크가 반역죄로 그를 죽이게 된다. 그의 아들 미르 마흐무드 호타크가 아버지의 뒤를 이었다. 1722년, 미르 마흐무드가 아프가니스탄 군대를 이끌고 이란의 이스파한으로 진군하여 구나바드 회전을 기점으로 도시를 점령하고 자신을 페르시아의 왕으로 선포하였으나, 대다수 사람들은 아프가니스탄 지배자를 찬탈자로 여겨 거부하였으며, 아프가니스탄 사람들이 이스파한 시민 수 천명을 학살한 이후 (그 가운데는 3천 명이 넘는 신학자, 귀족, 사파비 왕족도 있었다.) 이들은 1729년 담간 전투 이후 페르시아의 새 지배자인 나디르 샤에게 격퇴되었다.

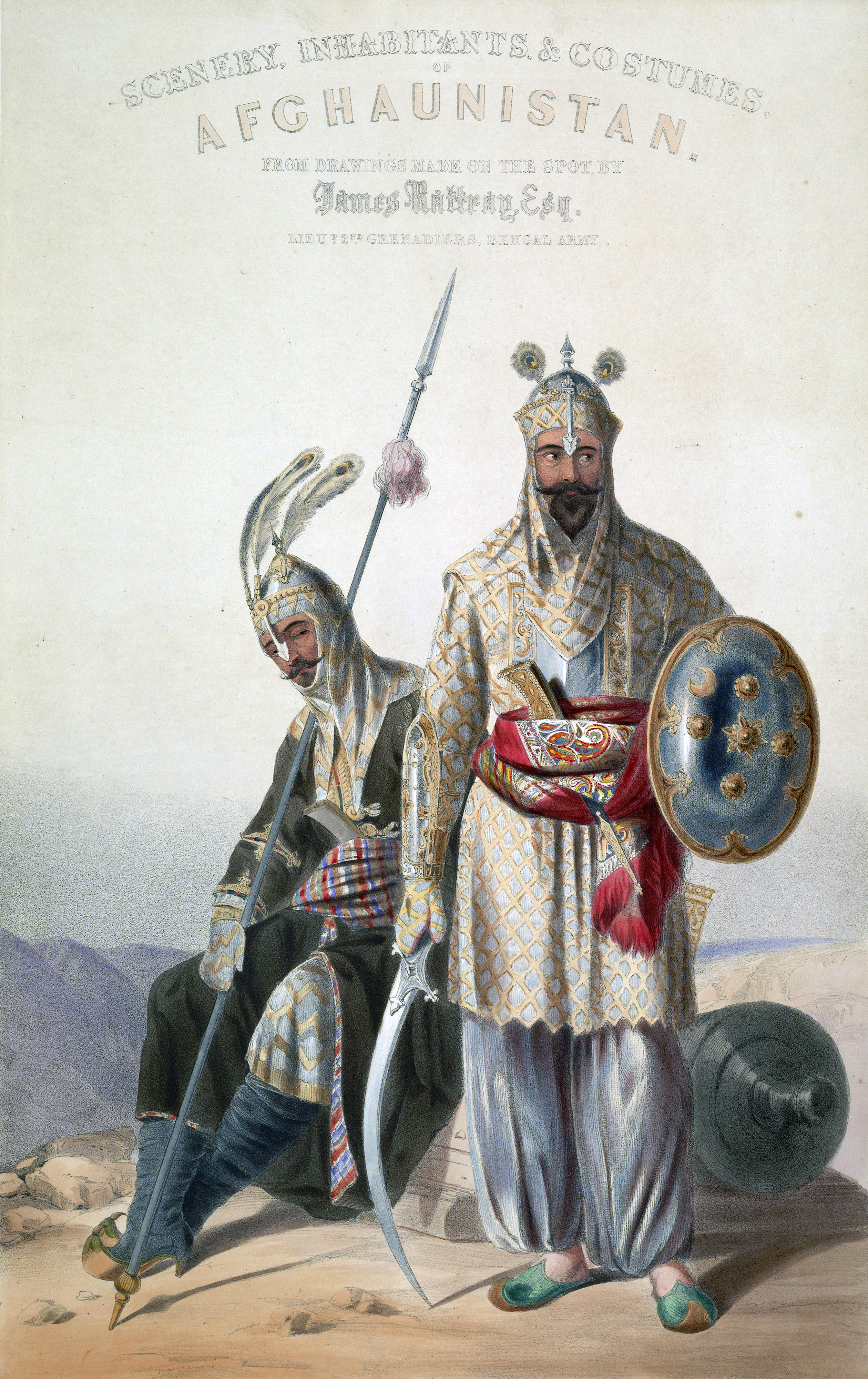
두라니 왕조의 병사들.

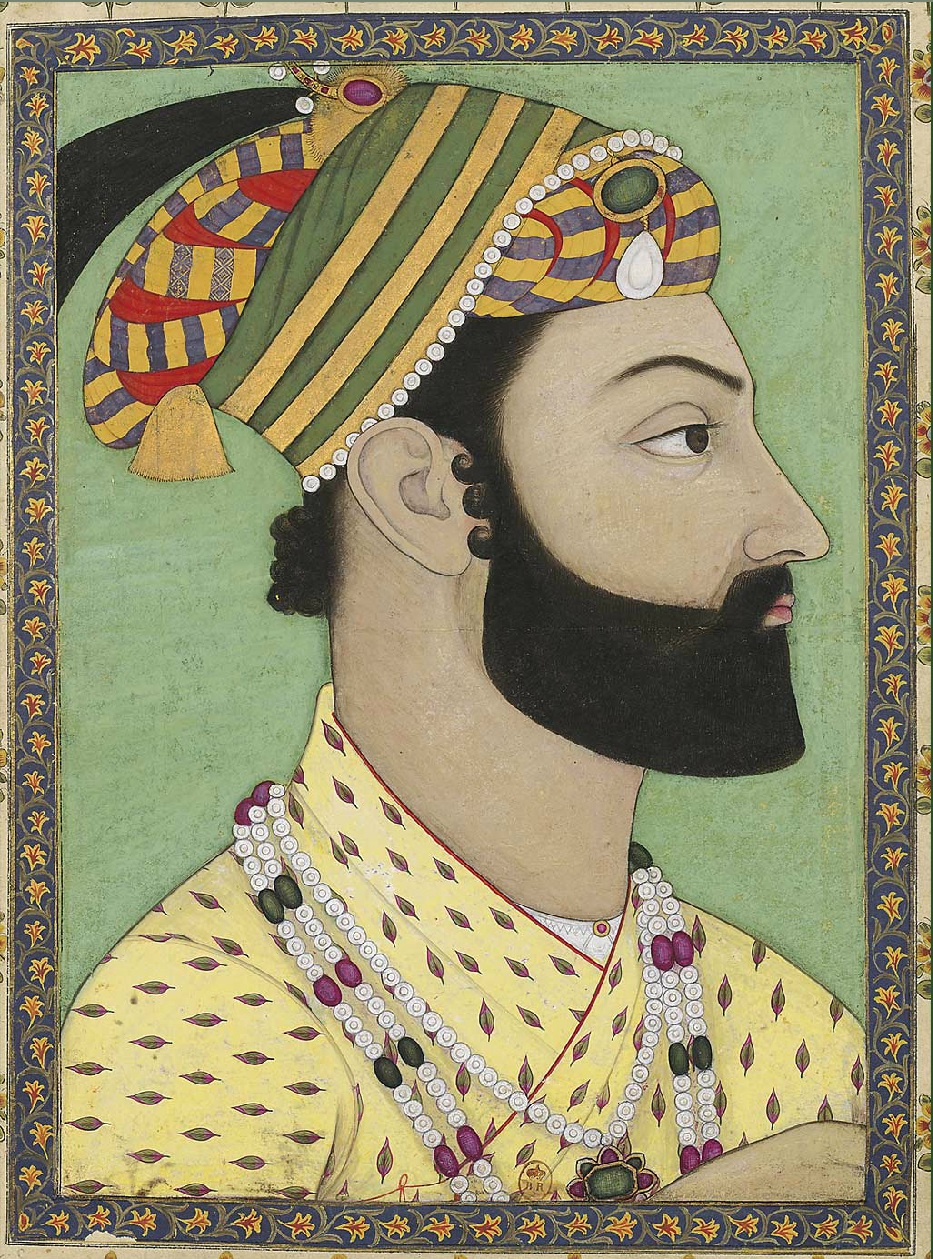
두라니 제국을 건국한 아흐마드 샤 두라니는 국부로 여겨지기도 한다.

1738년, 나디르 샤와 그의 군대(그 가운데는 4천 명의 파슈툰족 압달리 씨족도 있었다.)는 마지막 호타크 요새였던 칸다하르를 정복하였으며, 같은 해에 가즈니, 카불, 라호르도 그의 손에 떨어졌다. 이후 감금되어 있었던 16살의 아흐마드 샤 두라니를 풀어주고 아프간족 연대장으로 임명한다. 얼마 후 페르시아 군대와 아프간 군대들은 인도를 침공한다. 1747년 6월 19일, 나디르 샤는 암살당하였는데, 이 일은 조카 알리 콜리의 음모로 말미암은 것 같다. 나디르가 죽자 그의 부장이자 경호병이었던 압달리 씨족의 파슈툰족 아흐마드 샤 압달리가 로야 지르가('대회의')를 요청하였다. 칸다하르에서 아프가니스탄 사람들이 모여 아흐마드 샤를 새 통치자로 삼고, 1747년 10월에 대관식을 치렀다. 아흐마드 샤는 근대 아프가니스탄의 창건자로 여겨지기도 한다. 임금이 된 아흐마드 샤는 자신의 칭호이자 씨족명을 '두라니'로 바꾸었는데, 이 말은 '진주'를 뜻하는 페르시아어 '두르'에서 나온 말이었다.
1751년, 아흐마드 샤 두라니와 그의 아프가니스탄 군대는 오늘날의 아프가니스탄, 파키스탄, 이란의 호라산 주와 코히스탄 주를 비롯해 인도의 델리까지 정복하였다. 그는 제3차 파니팟 전투에서 가장 큰 승리들 중 하나를 거두었고 인도의 마라타 동맹을 굴복시킨다. 1772년 10월, 두라니는 자연사하여 칸다하르 망토의 사당에 인접한 곳에 묻히게 된다. 그의 뒤를 이어 아들 티무르 샤 두라니가 왕위에 오른 후 수도를 칸다하르에서 카불로 옮겼다. 티무르 샤는 1793년에 죽었으며 아들 자만 샤 두라니가 왕권을 승계하였다. 1793년에 티무르의 사망 이후로는 두라니의 왕위는 그의 아들 자만 샤가 이어받고, 이후로 마흐무드 샤, 슈자 샤 등의 인물들이 왕위를 이어받는다.
아프간 제국은 19세기 초에 서로는 카자르 왕조, 동으로는 영국의 지원을 등업은 시크 제국으로 위험에 처해 있었다. 바라크자이족의 지도자 파테 칸은 제국 안밖에 21명의 형제들을 주요 관직에 임명한다. 파테 칸의 죽음 이후, 형제들은 반란을 일으켜 제국의 영토를 그들 사이에 갈라놓는다. 이러한 격동기 동안, 아프가니스탄은 도스트 모하마드가 1826년에 자신을 왕족으로 선언하기 전까지 많은 임시 지도자들이 거쳐갔다. 펀자브는 당시 카이베르파크툰크와 주를 침공하였고 1834년에는 페샤와르를 점령한 란짓 싱에 빼앗겼다. 1837년, 잠루드 전투가 벌어지는 동안 카이버 패스 인근에서 악발 칸과 그의 아프간 군사들이 시크 사령관였던 하리 싱 날와를 살해한다. 당시 영국은 동쪽에서 진군해오고 있었고 "그레이트 게임"의 첫번째 주요 충돌이 착수되고 있었다.

### 서양의 개입

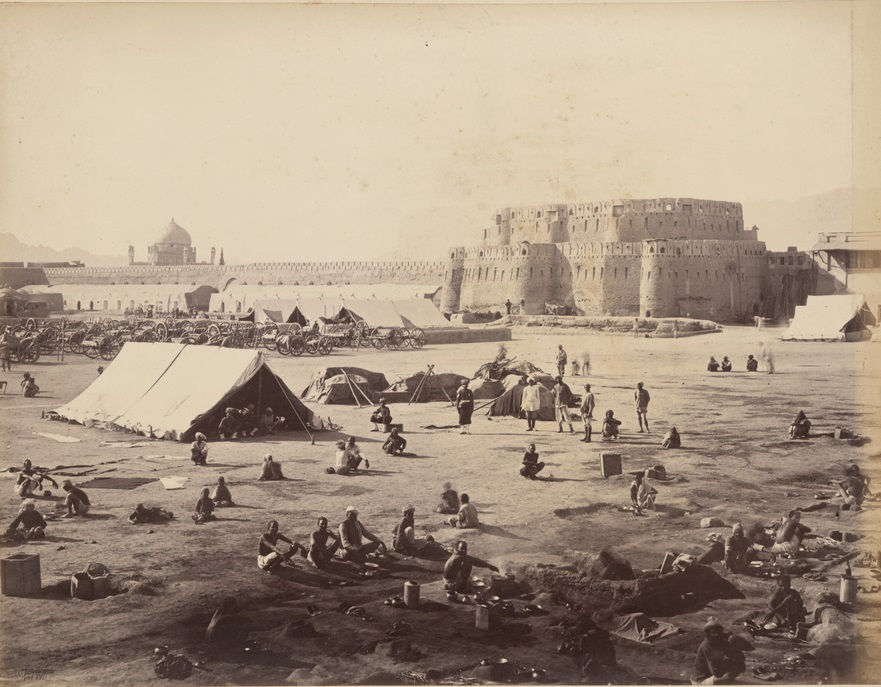
제2차 영국-아프가니스탄 전쟁 동안 벌어진 1880년 칸다하르 전투 이후 인도 제국 병사와 아프간 국군의 모습. 도시를 둘러싸고 있었던 거대한 방어벽은 나디르 국왕의 지시에 의해 1930년대 초에 철거되었다.

1842년 영국령 인도제국군과의 전투에서 아프간군이 승리한 후, 영국은 아프간 정부와 수교하고 모든 군대를 나라 밖으로 철수시킨다. 영국군은 1870년대 후반에 아유브 칸을 몰아내고 압둘 라흐만 칸의 집권을 돕기 위해 다시 돌아와 2년간 제2차 영국-아프가니스탄 전쟁을 치른다. 이후 영국은 막강한 영향력을 행사하게 되었고 아프간의 외교정책까지 통제하였다. 1893년, 모티머 듀랜드는 당시 아미르였던 압둘 라흐만 칸이 파슈툰인과 발루치족의 관할지역을 듀랜드 라인으로 나누는 합의서에 서명하게 한다.

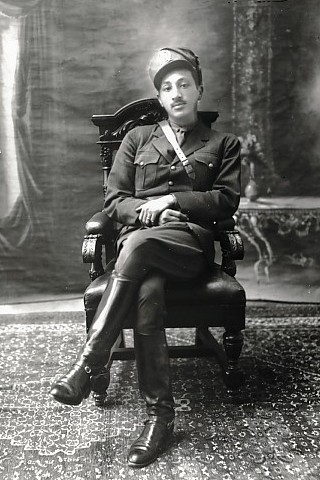
무함마드 자히르 샤, 1933년부터 1973년까지 집권했던 아프가니스탄의 마지막 왕이다.

제3차 영국-아프가니스탄 전쟁이 끝나고 1919년 라왈핀디 조약이 체결된 이후, 아마눌라 칸 국왕은 아프가니스탄을 주권국이자 완전한 독립국으로 선언한다. 그는 아프가니스탄의 관습적인 고립주의를 타파하기 위해 국제사회와 수교를 맺기 시작하며, 이후 1927-28년 유럽과 터키의 순방에 나서는가 하면, 국가를 근대화하기 위해 여러 개혁들을 시행하기도 하였다. 여러 개혁들 사이엔 마흐무드 타지가 있었는데, 그는 여성 교육의 열렬한 지지자였다. 그는 초등교육의 의무가 명시된 1923 아프가니스탄 헌법 68조가 제정되게 하였다. 노예제가 명시된 법은 1923년에 폐지되었다.
여성의 전통적인 부르카 착용을 금지하거나 남녀공학의 교육기관을 세우는 등의 개혁은 부족장과 종교 지도자들에 의해 빠르게 소외되었다. 압도적인 무장 반란세력에 부딪혀, 아마눌라 칸은 1929년 1월, 하비불라 칼라카니가 이끌던 세력에 의해 퇴위당하였다. 아마눌라의 사촌이었던 모하메드 나디르 샤 왕자는 1929년 11월에 칼라카니를 굴복시키고 살해하며, 자신 스스로를 국왕 나디르 샤로 칭한다. 그는 점진적인 근대화를 위해 아마눌라의 개혁을 단념하였으나, 1933년 하자라족 출신의 학생 압둘 칼리크에 의해 암살당한다.
나디르 샤의 아들이였던 당시 19세의 무함마드 자히르 샤는 왕위를 물려받아 1933년부터 1973년까지 집권한다. 자히르 샤는 1946년까지 그의 삼촌의 보조를 받아 나라를 통치하였는데, 그는 총리의 자리에 올라 나디르 샤의 정책을 이어나갔다. 자히르 샤의 또다른 삼촌이었던 샤 마흐무드 칸은 1946년에 총리직에 임명되어 더 큰 범위의 정치적 자유를 허용하기 위한 실험들을 해 나갔는데, 그의 예상보다 더 발전하자 정책을 무산시켰다. 총리직은 1953년 국왕의 사촌이자 매부였던 무함마드 다우드로 교체된다. 다우드 칸은 소련과의 친밀한 관계를 맺길 원하였고, 파키스탄과의 관계는 더욱 멀어지게 하였다. 아프가니스탄은 제2차 세계 대전에도 참전하지 않고 냉전 시대에도 어떠한 세력과도 연맹을 맺지 않으며 중립을 유지하였다. 그러나, 소련과 미국은 상호 경쟁하는 과정에서 서로 아프가니스탄에서의 영향력을 얻기 위해 앞다투어 아프가니스탄의 주요 고속도로, 공항, 기타 기반 시설을 지어 줌으로써 중립 상태는 국가에게 이득이었다. 1인당 기준에서 아프가니스탄은 어떠한 국가보다 많은 소련의 지원을 받았다. 1973년, 국왕 자히르 샤가 해외 순방길에 있었던 동안 다우드 칸이 군사 쿠데타를 일으켜 첫 아프가니스탄의 대통령이 되었다. 한편, 줄피카르 알리 부토는 파키스탄이 아프가니스탄에 개입하게 하였다. 어떠한 전문가들은 부토가 1978년 4월 샤우르 혁명의 기반을 다진 것으로도 해석한다.

### 공산 혁명과소련의 침공

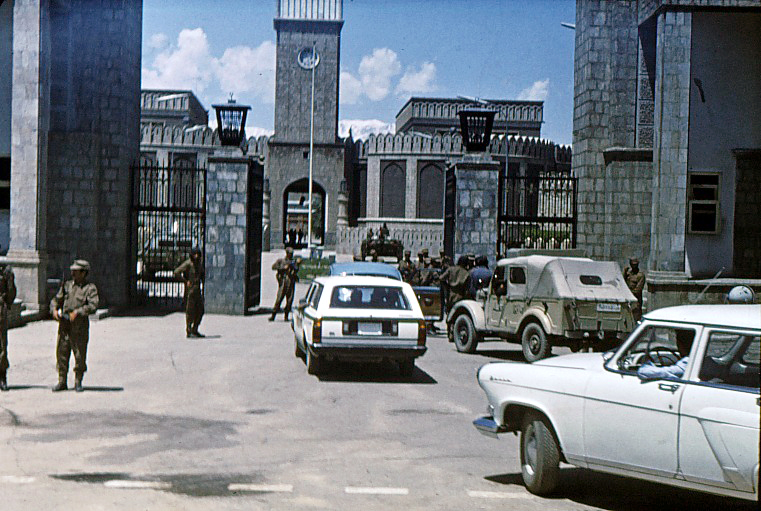
1978년 4월 샤우르 혁명 때 무함마드 다우드 대통령과 그의 일가 가족이 모두 살해되고 다음날 카불 아르그 대통령궁의 외경.

1978년 4월, 공산주의 정당인 아프가니스탄 인민민주당 (PDPA)이 샤우르 혁명을 기점으로 아프가니스탄에서 권력을 잡게 된다. 공산 정부에 반대하던 세력은 몇 개월 만에 아프가니스탄 동부 지역에서 봉기를 일으키는데, 이는 곧바로 전국적으로 퍼져나가 무자헤딘이 이끄는 게릴라군이 정부군에 대항하는 내전으로 발전한다. 소련이 인민당을 지원하기 위해 몇 천명의 군사 고문을 보내는 동안, 파키스탄 정부는 반란군들에게 비밀 훈련소를 제공하였다. 그동안 인민당에서는 다수였던 칼크와 온건적인 파르참으로 계파가 나뉘어 마찰을 연이어 빚다, 파르참 계파가 쿠데타를 일으키려 했다는 구실로 관련된 정부 각료를 해고하고 군 장교를 체포한다. 하피줄라 아민과 인민 민주당의 군부 인사는 건재하여 반란을 도모하였다.
누르 무함마드 타라키, 바브락 카르말, 하피줄라 아민이 이끄는 인민 민주당은 무함마드 다우드 정권을 전복하였으며, 다우드는 가족과 함께 살해되었다. 이 정변은 샤우르 혁명, 즉 위대한 4월 혁명으로 알려졌다. 1978년 5월 1일, 타라키는 대통령, 총리, 인민 민주당 사무총장직을 겸임하였다. 그리하여 아프가니스탄은 아프가니스탄 민주 공화국으로 개명하였으며, 인민 민주당 정권은 1991년까지 존속하였다.
1978년의 칼크 반란으로 두라니족(다우드 칸을 비롯하여 이전 아프가니스탄 왕국의 왕조)과 대립하던 파슈툰족의 길자이 부족이 소생하게 되었다.

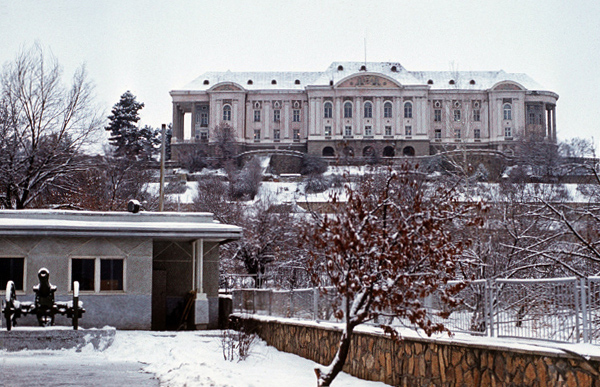
소련 침공 이전에 카불에 있던 여왕 궁전. 아프가니스탄 인민 민주당의 당사로 쓰였다.

권력을 잡은 인민 민주당은 종교의 자유를 허용하고, 야심찬 토지 개혁을 실시하여 전국의 농민 부채를 탕감하였다. 이들은 또 여성의 권리에 관한 여러 정책을 내놓고 여성을 정계로 끌어들였다. 저명한 여성 정치인으로 아나히타 라테브자드를 들 수 있는데, 그녀는 유력한 마르크스주의자 지도자이자 혁명 평의회의 의원이었다. 라테브자드는 1978년 5월 28일에 '뉴 카불 타임스' 지의 사설에서 '권리를 통해 여성은 평등한 교육, 직업, 안전, 의료 서비스, 국가의 미래를 위해 건강한 자녀를 기를 자유 시간을 누려야 하며 ... 여성을 교육하고 계몽하는 일은 이제 정부의 각별한 관심을 받는 일이다."라고 썼다.
카불 등 도시의 많은 사람들은 이러한 정책에 환영하기도 하고 양가적인 태도를 취하기도 하였다. 그러나 정부의 세속적 성격 때문에 농촌 지역에 사는 종교적으로 보수적인 아프가니스탄 사람들은 이에 반감을 가졌으며, 전통적인 이슬람 율법을 선호하였다.
미국은 1979년 중반부터 파키스탄의 파키스탄 정보부 (ISI)를 통해 반소련 무자헤딘 세력과 아프간계 아랍인 전투원들을 지원해왔다. 엄청난 양의 현금과 무기들, 2천 개 이상의 FIM-92 스팅어 지대공 미사일이 미국과 사우디아라비아에서 파키스탄으로 전달되었다.
1979년 3월, 하피줄라 아민이 총리가 되었으며, 원수직을 보유하고 최고 국방 평의회의 부의장이 되었다. 1979년 9월, 누르 무함마드 타라키가 인민당 내부에서 칼크 동료였던 하피줄라 아민이 일으킨 쿠데타에 의해 살해되고, 아민이 대통령직에 오른다. 소련은 아민을 불신하여, 1979년 12월 소련 특수 부대가 아민을 암살한다. 이후 바브락 카르말이 소련이 양당 인사를 모두 등용하여 구성한 정부를 이끈다. 소련은 카르말 정부의 아프가니스탄을 안정시키기 위해 소련군을 배치하나, 아프가니스탄 내 거의 대부분의 전투에 관여하기를 바라지는 않았다. 그러나 소련군은 아프가니스탄 내전에 직접적으로 관여되었었다.
아프가니스탄 인민 민주당의 파르참 파를 지원하기 위해 소비에트 연방은 1978년에 양국이 맺은 우호 협력 및 선린 조약을 명분으로 1979년 12월 24일에 아프가니스탄에 개입하였다. 10여 만 병력이 넘는 소비에트 군대가 침공에 동원되었으며, 만여 명의 병력과 파르참 파의 구성원들도 가세하였다. 아민은 살해당하고 바브라크 카르말이 뒤를 이었다.
소련의 아프가니스탄 침공에 대응하여 냉전 전략의 일환으로 미국은 무장하고 소련 점령군에 맞서 봉기한 아프가니스탄의 무자히딘을 지원하였다. 미국의 지원은 카터 행정부 때 시작되었으나, 레이건 행정부에서 크게 늘어나, 당시 아프가니스탄을 비롯해 앙골라, 니카라과 등의 반공 저항 운동을 지원하도록 규정한 이른바 레이건 독트린의 핵심 사항이 되었다. 무자히딘은 미국의 지원과 더불어 파키스탄, 사우디 아라비아 등의 지원도 받았다.
소련의 점령으로 6만~2백만 명의 아프가니스탄 주민이 살상당하였다. 5백여만이 넘는 아프가니스탄 사람이 조국을 등지고 파키스탄, 이란 등 해외로 떠났다. 국제 사회의 압력을 받은 데다 사상자가 크게 늘면서 소련은 1989년에 철수하였다.
소련은 계속 모하마드 나지불라 대통령(전에는 아프가니스탄 비밀 경찰 KHAD의 수장이었다.)을 지원하다가 1992년에 새 러시아 정부가 나지불라 정권에 석유 제품 판매를 거부하였다.

### 내전
전쟁 때문에 수많은 엘리트와 지식인들이 해외로 피신하여, 아프가니스탄에서는 지도층의 불균형 현상이 일어났다. 소련군을 물리친 무자히딘 내 각 분파들은 계속 서로 싸웠으며, 아프가니스탄은 군벌 내전 상태에 빠졌다. 이 시기에 가장 심각한 전투는 1994년에 있었는데, 카불 한 곳에서 10,000여명이 넘는 사람들이 목숨을 잃었다. 이 때 탈레반이 정치-종교 세력으로 성장하여 결국 1996년에 카불을 장악하고, 아프가니스탄 이슬람 토후국을 세웠다. 2000년 말에 탈레반은 국토의 95%를 장악하고 있었다.
탈레반이 7년간 아프가니스탄을 통치하면서, 주민 절대다수는 자유가 억압당하고 인권이 유린당했다. 여성은 직업을 가지는 것이 엄금되었으며, 어린 여성이 학교나 대학에 가는 것도 엄금되었다. 공산주의자들은 조직적으로 근절되었으며, 절도범은 손과 발이 잘리는 형벌을 받았다. 2001년에 탈레반은 아편 생산을 거의 일소하였다.

### 탈레반 토후국과 북부 연맹

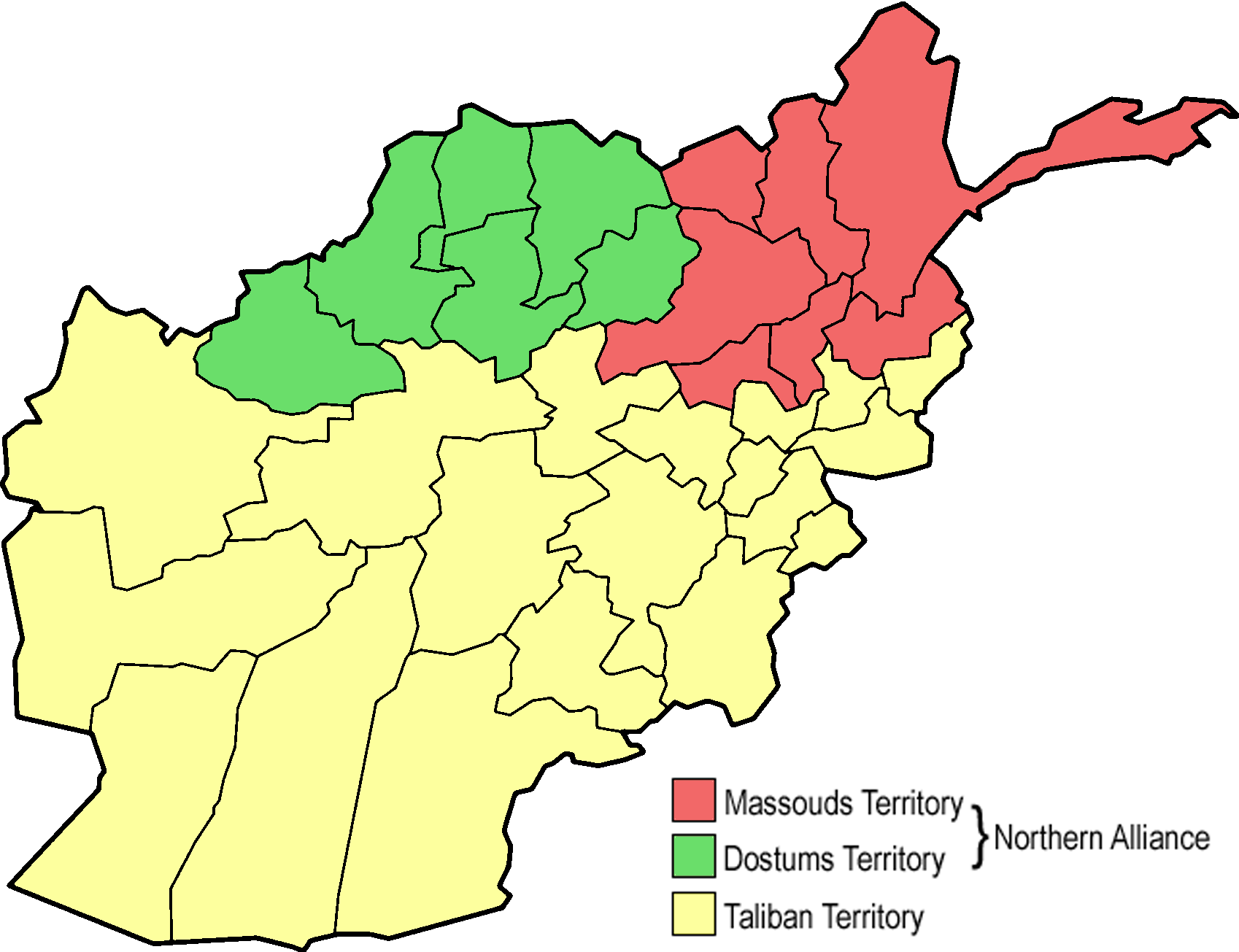
1996년 말의 아프가니스탄 점유 상태; 마수드 점유 지역 (적색), 도스툼 점유 지역 (녹색)과 탈레반 점유 지역 (황색).

1994년 말 탈레반의 초창기에 이룬 몇몇 승리들은 엄청난 손실로 끝난 패배들의 연속으로 이어졌다. 탈레반은 1995년 초 카불을 점령하려 하였으나 북부동맹의 마수드에 의해 격퇴당하였다. 1996년 9월, 탈레반은 파키스탄의 군사적 지원과 사우디 아라비아의 경제적 지원을 등에 업고 또다른 주요 공격을 준비하였고, 마수드는 카불에서 철수해야 했다. 탈레반은 같은 달에 카불을 점령하고 아프가니스탄 이슬람 토후국을 세웠다. 그들은 사우디 아라비아와 유사한 형태의 엄격한 샤리아를 도입하였다. 인권을 위한 의사회(PHR)는 이와 같은 체제에 대하여 "그 동안 세계의 어떠한 정권이나 체제가 인구의 절반에 이르는 사람들을 사실상 가택 연금을 조직적이고 폭력적으로 강제한 바가 없었으며, 자신의 얼굴을 드러내거나 남성과의 동행 없이 의료 진찰을 받거나 학교에 다니는 것을 신체적 처벌행위로 금지한 사례가 없었다."라고 표명하였다.
탈레반에게 카불을 빼앗긴 이후에 북부동명 지도자인 아흐메드 샤 수드와 도스툼은 아프가니스탄 구국 이슬람 통일전선 (북부동맹)을 형성한다. 탈레반은 마자리샤리프 전투 (1997-98)에서 도스툼 세력을 패배시켰다. 당시 파키스탄의 군 참모장이였던 페르베즈 무샤라프는 탈레리반 북부 연맹을 물리치는 것을 돕기 위해 몇 천명의 파키스탄인들을 보내기 시작하였다. 또한 1996년부터 2001년까지 오사마 빈라덴과 아이만 알자와히리가 이끌던 알카에다 네트워크도 아프가니스탄에서 가동되었다. 미국은 이 사실과 함께 100만 명에 이르는 아프간인들이 내부적으로 축출되었다는 소식에 대해 우려하였다. 1990년부터 2001년 9월까지 40만명의 아프간인들이 내부적으로 이루어진 접전들에 의해 사망하였다.
2001년 9월 9일, 마수드는 아프가니스탄 판지시르주에서 알카에다가 사주한 명의 아랍인들에 의해 자살 공격을 당해 암살되었다. 이틀 후, 미국에서 9·11 테러가 일어난다. 미 정부는 오사마 빈 라덴을 공격의 가해자로 지목하며, 탈레반에 그의 신병 인도를 요구하였다. 탈레반이 협조를 거부하자 2001년 10월 작전명 항구적 자유 작전이 실행되었다. 최초의 침공 기간 동안, 미군과 영국군은 알카에다 훈련 캠프를 폭격하였다. 미국은 탈레반을 권력에서 몰아내기 위해 북부 동맹과 협력한다.
2001년 12월, 구 무자히딘의 지도자와 난민들이 독일에서 만나 본 협정을 맺었는데, 여기서 아프가니스탄에 새로운 민주주의 국가를 세우고, 칸다하르 시 남부 출신으로 파슈툰족 두라니 씨족(구 왕가 출신) 사람인 하미드 카르자이를 아프가니스탄 과도 정부의 의장으로 세우기로 하였다.

### 21세기
2001년 12월, 탈레반 정부가 전복된 이후 하미드 카르자이 대통령을 중심으로 한 새로운 아프가니스탄 정부가 출범하였고, 카르자이 행정부를 보조하고 기본적인 방위를 위해 유엔 안전 보장 이사회에서 국제안보지원군을 결성한다. 반면 탈레반 세력은 파키스탄에서 재결성되었고, 그동안 아프가니스탄에는 연합군이 진입하고 전쟁으로 인해 황폐화된 국가를 재건하였다.
탈레반은 권력을 찬탈당한 뒤에 곧바로 반란을 일으킨다. 2000년대 동안 ISAF와 아프간 국군은 탈레반에 수차례 공격을 실행하였으나, 완전히 탈레반을 패배시키지 못하였다. 아프가니스탄은 해외 투자의 부족과 정부 부패, 그리고 탈레반의 반란 등의 이유 등으로 세계에서 가장 가난한 국가들 중 하나이다.
한편, 아프가니스탄 정부는 어느 정도의 민주주의 구조를 세울 수 있었고, 국가명을 아프가니스탄 이슬람 공화국으로 바꾼다. 여러 차례의 외국 원조와 함께 나라의 경제, 보건, 교육, 교통, 그리고 농업 분야들의 발전시키기 위한 시도도 많이 이루어졌다. ISAF 군대들도 아프가니스탄 국군을 훈련시키기 시작하였다. 2002년부터 10여년 동안 서방 국가들에서 강제 추방된 사람들을 포함한 500만 명의 아프가니스탄 사람들이 본국으로 귀환하였다.
2009년에 들어서는 탈레반이 이끄는 그림자 정부가 국가 곳곳에서 형성되기 시작했다. 2010년에는 카르자이 대통령이 탈레반 지도자들과 평화 협상을 시도하였으나, 반란 단체들은 2015년 중반에 탈레반 최고 지도자가 협상을 결정하기 전까지 협상 참석을 거부하였다.
2011년 5월 파키스탄에서 오사마 빈 라덴이 사망하면서 많은 수의 아프간 주요 인사들이 암살되었다. 아프가니스탄-파키스탄 국경 간 접전이 늘어났고 하카니 네트워크 주도 아래 많은 대규모 공격이 아프가니스탄에서 이루어졌다. 미 정부는 증가한 공격 횟수를 두고 파키스탄 정부를 비판했다. 미 정부는 15년 넘게 수십억 달러를 개발 원조 지원금으로 지출하였고 같은 기간 동안 1조가 넘는 달러를 군사 지원에 지출하였다.
2014년 대통령 선거를 기점으로 카르자이 대통령은 권력에서 물러났고 2014년 9월 아슈라프 가니가 대통령에 선출되었다. 아프가니스탄에서의 미국의 전쟁 (미 역사상 가장 길었던 전쟁)이 2014년 12월 28일 공식적으로 종료되었다. 그러나, 수천명이 넘는 미국 주도의 나토 군대가 아프가니스탄 정부 군대를 훈련시키고 자문하기 위해 나라에 남았다. 전쟁은 반란 주동자, 아프가니스탄 시민들과 정부 군대를 포함하여 직접적으로 9만여명의 사망자를 남겼다. 10만여명이 넘는 사람들이 부상을 입었다.
미국은 자신이 무장시킨 30만 군대를 믿었으나 이들은 심각하게 훈련이 부족한 허수아비 군대였고 따라서 2021년 6월 미군 철수의 움직임을 계기로 탈레반이 다시금 아프간 영토를 장악하게 되었다. 결국 8월 15일 수도 카불이 사실상 함락되며 구 정권은 탈레반에 항복을 선언했다.

## 지리

쾨펜의 기후 구분에 의한 아프가니스탄 지도

아프가니스탄은 서남아시아에 속하는 지역으로, 북부와 남서부의 평지를 제외하고 대부분의 지역이 산악 지방인 내륙국이다. 대중동 권역 이슬람 세계에 속하며, 위도 29° N과 39° N 사이와 경도 60° E와 75° E 사이에 위치하고 있다. 아프가니스탄에서 가장 높은 산은 해발 7,492 m (24,580 ft)의 노샤크 산이다. 아프가니스탄은 대륙성 기후에 속하여, 중앙의 고원 지역과 누리스탄주 주변의 빙하 지역, 그리고 와칸 회랑지대 등의 지역은 1월에 평균 −15 °C (5 °F) 이하까지 기온이 내려가며, 남서부의 시스탄 유역과 동부의 잘랄라바드 유역, 그리고 북부의 아무다리야강을 둘러싼 투르케스탄 평원 등의 저지대는 7월에 평균 35 °C (95 °F)까지 기온이 올라간다.
아프가니스탄에는 수많은 강과 저수지가 분포하여 있으나, 국토의 많은 부분이 건조하다. 내륙유역인 시스탄 유역은 세계에서 가장 건조한 지역 중 하나이다. 아프가니스탄은 기존 강우량 외에도 동절기에 힌두쿠시산맥과 파미르고원에서 눈이 내리며 봄이 되며 녹은 눈이 주변의 강, 호수 그리고 하천에 유입된다. 그러나 나라의 전체 물 자원의 3분의 2가 이란, 파키스탄, 그리고 투르크메니스탄 등의 인접 국가로 유출된다. 물 자원을 제대로 관리하기 위해선 최소 20억 달러 이상의 관개 시스템 정비 비용이 필요하다.

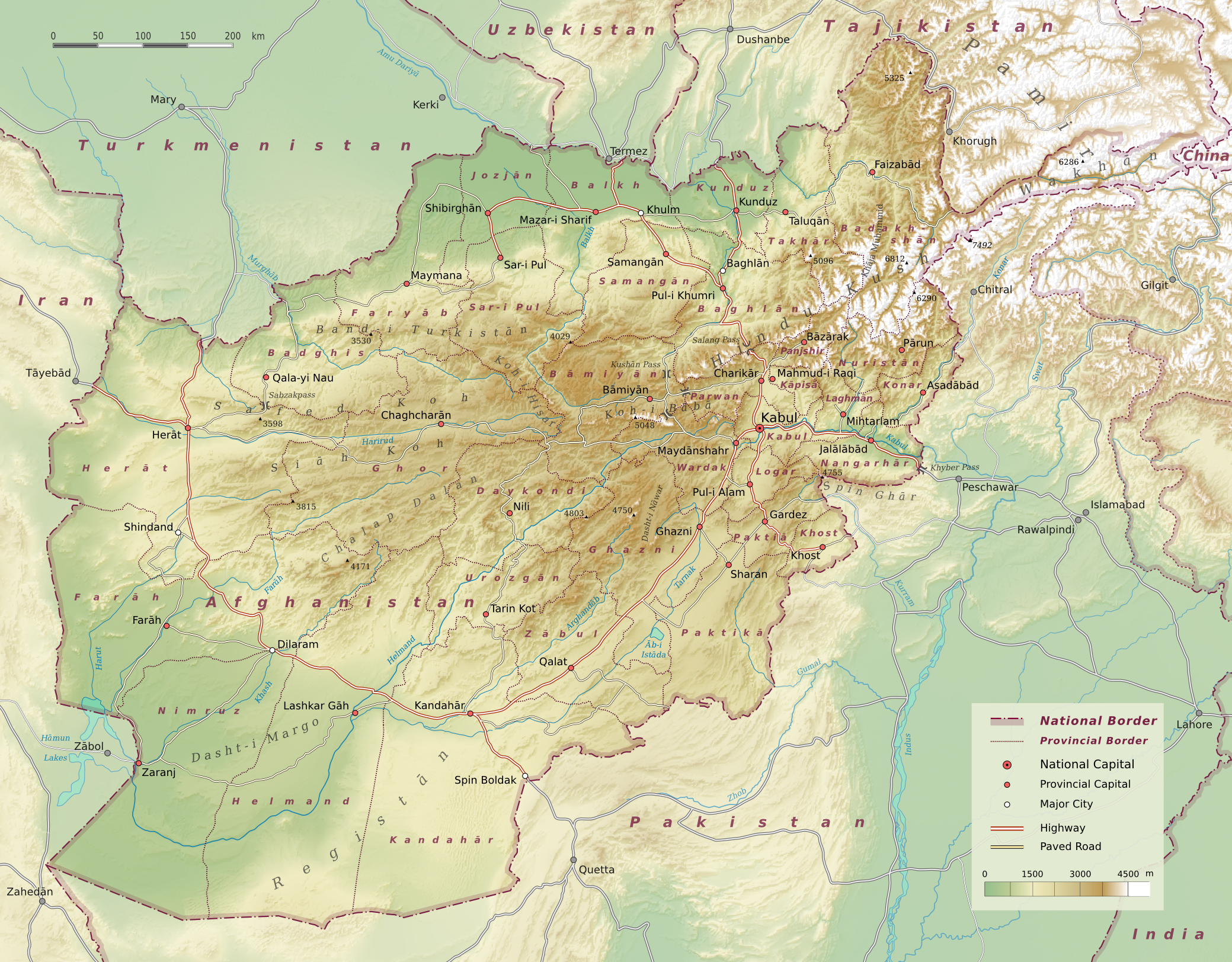
아프가니스탄 지형도

아프가니스탄 바다흐샨주 안과 주변에 위치한 힌두쿠시 산맥은 거의 매년 지진이 일어나는 지역으로 지질적으로 활발한 곳이다. 지진은 종종 파괴적인 성격을 띄는데, 겨울 동안 산사태와 눈사태를 일으키기도 한다. 역대 가장 강력한 지진은 1998년에 일어났는데, 타지키스탄 인근 바다흐샨에서 6,000여명의 사망자를 기록했다. 이어 2002년 힌두쿠시 지진이 일어나 150명이 넘는 사람들이 사망하고 1,000명이 넘는 부상자를 기록했다. 2010년에 일어난 지진은 11명의 사망자, 70명이 넘는 부상자, 그리고 2,000 가구 이상의 가옥들이 파괴되었다.
아프가니스탄에 매장된 주요 자원은 다음과 같다: 석탄, 구리, 철광석, 리튬, 우라늄, 희토류 원소, 크로뮴, 금, 아연, 활석, 황산 바륨, 유황, 납, 대리암, 보석, 천연 가스, 그리고 석유. 미국과 아프가니스탄 양국 정부는 2010년 아프가니스탄 내에 매장된 자원 중 미개발된 광물 매장량의 가치가 최소 9,000억 달러에서 최대 3조 달러에까지 이른다고 발표하였다.
아프가니스탄의 면적은 652,230 km2 (251,830 sq mi)으로, 세계에서 41번째로 넓은 국가로 프랑스보다 조금 넓고 미얀마보다 조금 작으며, 미국 텍사스주 정도의 면적을 가지고 있다. 남쪽과 동쪽으로는 파키스탄; 서쪽으로는 이란; 북쪽으로는 투르크메니스탄, 우즈베키스탄, 타지키스탄; 그리고 북동쪽으로는 중국과 국경을 맞대고 있다.

## 사회
2015년 아프가니스탄의 인구는 32,564,342명 정도로, 파키스탄과 이란에 거주하고 있는 아프가니스탄 국적의 피난민 270만여명을 합한 값이다. 2013년 기준 아프가니스탄 인구의 46%는 15세 이하였고 전체 인구의 74%는 시골에 거주하고 있었다. 아프가니스탄 여성은 일생 동안 평균 5명의 아이를 출산하며 전체 아프가니스탄 신생아 중 6.8%는 출산 중 혹은 유아기에 사망한다. 2013년 기준 아프가니스탄 평균 수명은 60세이고 15세에서 49세까지의 인구 중 오직 1%만이 인간면역결핍 바이러스 병력이 있었다.
아프가니스탄이 이웃한 국가들과 같이 아프가니스탄은 민족적, 언어적, 그리고 종교적으로 다양한 인구분포를 띈다. 메흐다르드 이자디 지도 제작자는 아프가니스탄에 언어와 민족 간에 중요한 연관성이 존재하지 않다고 주장한다. 부족 (파슈툰인, 아이마크인 등), 종교 (시아파 하자라인, 사이즈, 키질바쉬 등), 집단기억 (아랍인과 몽골인 등) 혹은 라이프스타일 (파르시완인 등)이 언어보다 집단 정체성에 형성하는 데 더 기여했다는 것이다. 오직 투르크인과 다수의 우즈벡인들이 언어로 정체성이 나뉘며, 이러한 양상은 1747년에서야 시작되었다고 한다.
아프가니스탄은 1990년대 후반부터 급격한 도시화를 겪었으나, 아직도 세계에서 가장 저개발된 지역 중 하나이다. 1999년 전체 인구의 79%가 시골에 거주하였으나, 2014년에는 전체 인구의 74%가 시골에 거주하고 있다. 100만 명의 거주민을 넘는 도시는 카불 한 곳뿐이다. 인구 수가 비교적 많은 도시로는 칸다하르, 헤라트, 마자르이샤리프, 잘랄라바드, 라슈카르가, 탈로칸, 호스트, 셰베르간, 그리고 가즈니가 있다. 인구참조국은 아프가니스탄의 인구가 2050년까지 8,200만 명까지 늘어날 것이라고 전망하였다.

### 민족

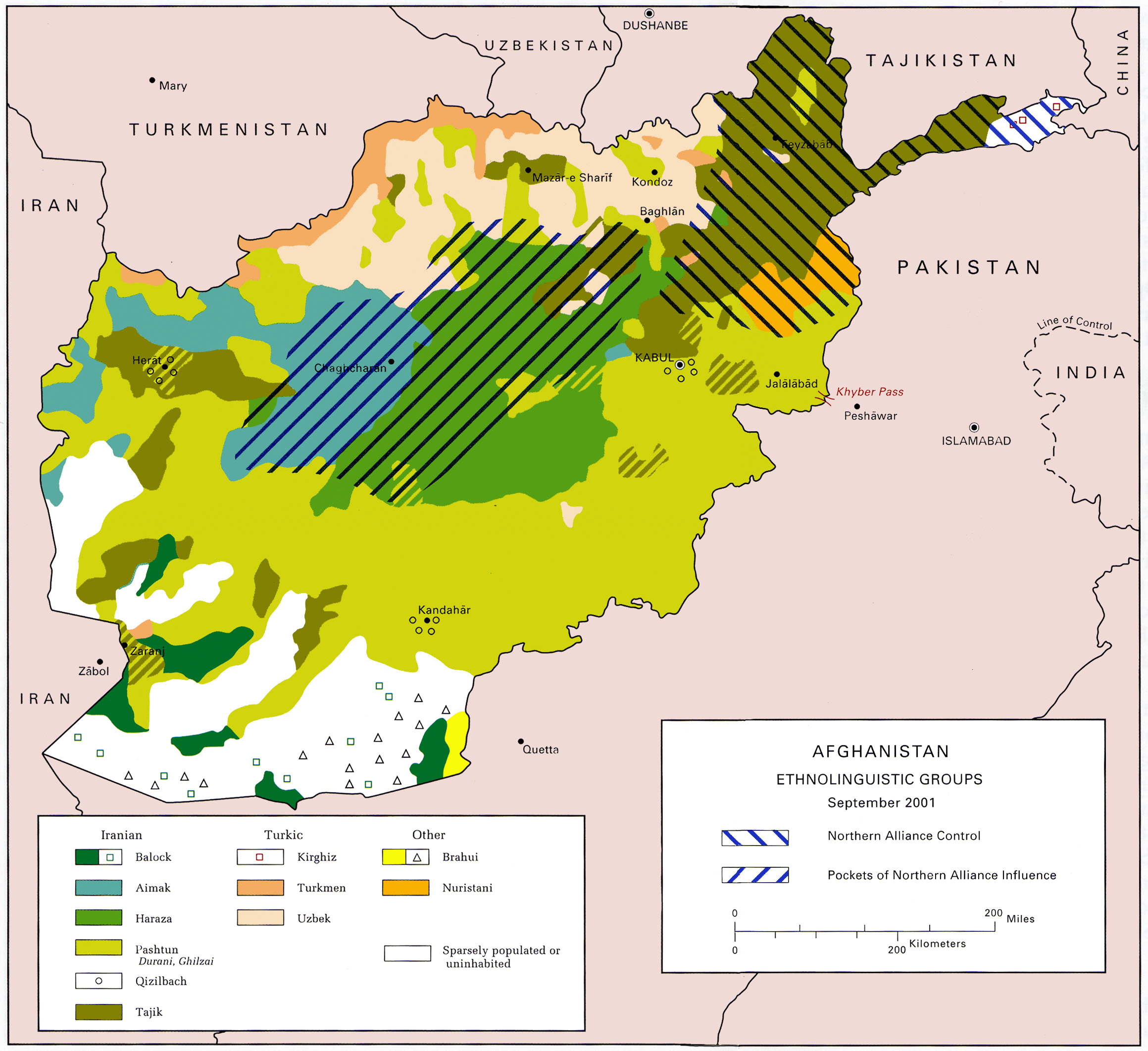
아프가니스탄의 민족언어학 집단분포도

아프가니스탄은 오래전부터 교차로의 역할을 한 지역으로, 이러한 역사적인 지위는 현재의 다문화 사회 형성에 중요한 기여를 하였다. 아프가니스탄의 인구는 다양한 범주의 민족언어학 집단들로 나뉜다. 그러나 몇 십년 동안 국가에서 체계적인 인구 조사가 이루어진 적이 없기 때문에, 민족 각각의 정확한 인구와 규모는 알려져 있지 않다. 대략의 민족 분포는 아래의 표에 명시되어 있다:
| 민족                                                                   | 2004-2014 추정 | 2004년 이전 추정      |
| ---------------------------------------------------------------------- | -------------- | --------------------- |
| 파슈툰인                                                               | 42%            | 38-55%                |
| 타지크인                                                               | 27%            | 26% (1%는 키질바쉬족) |
| 하자라족                                                               | 8%             | 9-10%                 |
| 우즈베크인                                                             | 9%             | 6-8%                  |
| 아이마크인                                                             | 4%             | 500,000~800,000       |
| 투르크멘인                                                             | 3%             | 2.5%                  |
| 발루치족                                                               | 2%             | 100,000               |
| 기타 (파샤이족, 누리스탄족, 아랍인, 브라후이족, 파미르인, 구르자족 등) | 4%             | 6.9%                  |

### 언어
| 아프가니스탄에서 사용되는 언어 | 아프가니스탄에서 사용되는 언어 | 아프가니스탄에서 사용되는 언어 | 아프가니스탄에서 사용되는 언어 | 아프가니스탄에서 사용되는 언어 |
| ------------------------------ | ------------------------------ | ------------------------------ | ------------------------------ | ------------------------------ |
|                                |                                |                                |                                |                                |
| 다리어                         | 다리어                         |                                | 50%                            | 50%                            |
| 파슈토어                       | 파슈토어                       |                                | 35%                            | 35%                            |
| 우즈벡어 및 투르크멘어         | 우즈벡어 및 투르크멘어         |                                | 11%                            | 11%                            |
| 기타                           | 기타                           |                                | 4%                             | 4%                             |

아프가니스탄의 공식언어는 다리어와 파슈토어로, 국가 전체에 다중언어 생활이 보편화되어있다. 파슈토어와 다리어 모두 이란어군 어파에서 나온 인도유럽어족 언어다. 다리어 (아프간족 페르시아어)는 오랫동안 민족 상호 소통에 있어 공통어(링구아 프랑카) 역할을 해왔다. 또한 다리어는 타지크인, 하자라족, 아이마크인, 그리고 키질바쉬족의 모어이다. 파슈토어는 파슈툰인의 모어이나, 많은 파슈툰인들이 다리어에 능하고, 파슈툰인이 아닌 민족 구성원들도 파슈툰어에 능한 경우가 많다.
우즈베크어, 투르크멘어, 발루치어, 파샤이어, 그리고 다수의 누리스탄 부족어 등을 포함한 기타 언어들은 나라 전체에 분포한 소수 민족들의 모어이며 널리 사용되고 있는 지역에서 공식 지위를 가진다. 소수의 아프가니스탄 사람들은 우르두어, 영어, 아랍어 그리고 다른 언어를 구사할 수 있다.

### 종교
| 종교구성(아프가니스탄) | 종교구성(아프가니스탄) | 종교구성(아프가니스탄) | 종교구성(아프가니스탄) | 종교구성(아프가니스탄) |
| ---------------------- | ---------------------- | ---------------------- | ---------------------- | ---------------------- |
|                        |                        |                        |                        |                        |
| 수니파                 | 수니파                 |                        | 70%                    | 70%                    |
| 시아파                 | 시아파                 |                        | 29.5%                  | 29.5%                  |
| 그 외                  | 그 외                  |                        | 0.5%                   | 0.5%                   |

아프가니스탄 인구의 99%가 넘는 사람들은 무슬림으로 그 중 70% 정도가 수니파이며, 29%는 시아파이다.
1890년대까지 누리스탄주를 둘러싼 지역은 카피리스탄{카피르인(무신론자들, 이방인의 땅)}으로 불렸는데, 이는 누리스탄 족이 이슬람교를 믿지 않고 애니미즘, 다신교, 샤머니즘 등과 같은 민속 신앙을 가지고 있던 문화적 특성에 비롯된 것이였다. 아프가니스탄 사람 중에 시크교나 힌두교를 믿는 집단도 주요 도시에서 찾아볼 수 있다. 아프가니스탄에는 작은 유대인 공동체가 존재하였으나 20세기 말에 이스라엘이나 미국으로 이주하여 자블론 시민(토프) 한 명만이 남아있다.

## 난민 문제
2021년 이후에 탈레반 정권이 장악하고 나서, 난민 문제가 사회 문제로 떠오르는 관점을 보이고 있으며,
이는 정확한 통계를 계산할 수 없다는 보장이며, 현대에도 계속 난민 문제는 해결되지 못하고 있다.

## 정치와 행정

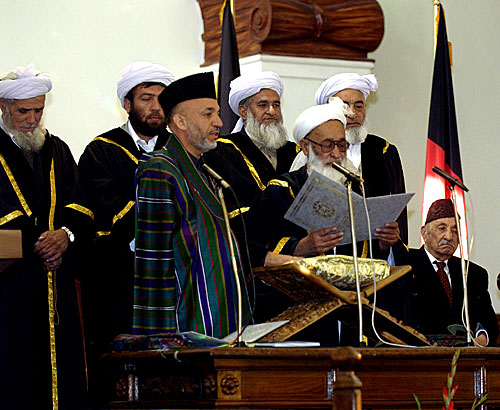
2004년 12월 7일, 하미드 카르자이의 대통령 취임식.

아프가니스탄의 정치사는 권력 투쟁, 유혈 정변, 불안정한 권력 이동으로 점철되었다. 지난 20세기 동안 이 나라는 군사 독재를 제외한 거의 대부분 정치 형태(왕정, 공화정, 신정, 공산 통치)를 겪었다. 2003년 로야 지르가에서 비준된 헌법으로 아프가니스탄 정부는 행정부, 입법부, 사법부 삼부로 이루어진 이슬람 공화국이 되었다. 2021년 8월 15일 탈레반이 수도 카불을 점령했다.
유엔 마약 범죄 사무소의 2010년 1월 보고서에 따르면 뇌물 수수가 아프가니스탄 국가 전체 GDP의 23%에 해당하는 규모라고 하였다. 다수의 정부 기관에서 부정부패가 만연한 가운데, 카르자이 대통령은 2009년 말 이에 관련하여 "비리에 관련된 사람은 정부에서 발붙일 곳이 없을 것이다."라고 발언하기도 하였으나, 당시 많은 고위급 정부 관리들이 카불 은행을 통해 엄청난 양의 현금을 횡령하고 남용하고 있었다. 국제 투명성 기구의 2014년 부정부패 인식 지수 자료에 따르면, 아프가니스탄은 세계에서 4번째로 부정부패한 국가라고 한다.

### 선거와 정당
2004년 아프가니스탄 대통령 선거는 하미드 카르자이가 55.4%의 표를 가져가면서 비교적 평화롭게 끝났다. 그러나 2009년 대통령 선거는 허술한 보안, 낮은 투표율, 그리고 널리 퍼진 선거 부정으로 점철되었다. 420석의 주 의원 투표와 함께 2009년 8월에 진행되었으나, 지연된 개표 작업과 선거 부정 조사로 미해결 상태에 도착되었다.
국제적인 압력 아래, 카르자이와 압둘라 압둘라 사이를 두고 두 달 뒤에 2차 선거가 선포되었으나, 며칠 뒤 압둘라는 선거 관리 위원회의 개혁에 대한 자신의 요구가 이루어지지 않았다며 11월 7일 대선을 기권하겠다고 밝혔다. 그 다음날, 선거 관리 위원회는 선거를 취소하고 하미드 카르자이를 5년 임기의 대통령으로 선언하였다.
2005년 의회 선거에서는 전직 무자히딘, 이슬람 근본주의자, 군 지도자, 공산주의자, 사회개량주의자, 그리고 여러 탈레반 임원 등 다양한 출신 인사들이 당선되었다. 같은 시기에 아프가니스탄은 의회에서의 여성대표성으로 세계 상위 30위에 올랐다. 마지막 의회 선거는 2010년 9월에 치러졌으나, 선거 부정 조사 등의 이유로 취임 선서식은 2011년 1월 말에 이루어졌다. 2014년 대통령 선거에서는 아슈라프 가니가 56,44%의 득표율로 당선되었다.

### 행정 구역
아프가니스탄은 행정상으로 34개의 주 (윌라야)로 나뉘어, 각 주마다 주도와 주 행정부를 가진다. 주들은 398개의 더 작은 행정 단위로 나뉘며,각 행정 단위는 보통 도시 하나 혹은 여러 개의 마을을 포함한다. 각 지역은 지역 대표들로 대표된다.
주지사는 아프가니스탄 대통령에 의해 임명되며 지역 대표는 주지사에 의해 선출된다. 주지사는 카불에 위치한 중앙 정부의 대표들로 관할 지역에서 일어나는 모든 사태에 책임을 진다. 모든 주는 4년마다 선거를 하여 주 의회를 구성한다. 주 의회는 관할 지역의 개발을 논의하고 주 행정 법안에 대한 평가 및 검토하는 역할을 맡는다.
아프가니스탄 헌법 제140조와 선거법 대통령령에 의하면 각 도시의 시장은 4년의 임기가 끝날 때마다 직접선거를 통해 선출되어야 하나, 막대한 선거 비용으로 인해 지방 자치 선거가 열린 적은 단 한번도 없다. 그 대신에 시장은 정부에서 임명되어왔다. 수도인 카불에서는 아프가니스탄 대통령이 직접 카불 시장을 임명한다.
34개의 주는 다음과 같다:
1. 바다흐샨주（Badakhshān）
2. 바드기스주（Badghīs）
3. 바글란주（Baghlān）
4. 발흐주（Balkh）
5. 바미얀 주（Bāmiyān）
6. 다이쿤디주（Dāykondī）
7. 파라 주（Farāh）
8. 파르야브주（Fāryāb）
9. 가즈니주（Ghaznī）
10. 구르주（Ghowr）
11. 헬만드주（Helmand）
12. 헤라트주（Herāt）
13. 주즈잔주（Jowzjān）
14. 카불주（Kābul）
15. 칸다하르주（Kandahār）
16. 카피사주（Kāpīsā）
17. 호스트주（Khowst）
18. 쿠나르주（Konar）
19. 쿤두즈주（Kondoz）
20. 라그만주（Laghmān）
21. 로가르주（Lowgar）
22. 낭가르하르주（Nangarhār）
23. 님루즈주（Nīmrūz）
24. 누리스탄주（Nūrestān）
25. 우루즈간주（Orūzgān）
26. 팍티야주（Paktiyā）
27. 팍티카주（Paktīkā）
28. 판지시르주（Panjshīr）
29. 파르반주（Parvān）
30. 사망간주（Samangān）
31. 사르이폴주（Sār-e Pol）
32. 타하르주（Takhār）
33. 바르다크주（Vardak）
34. 자불주（Zābol)

### 외교와 국방

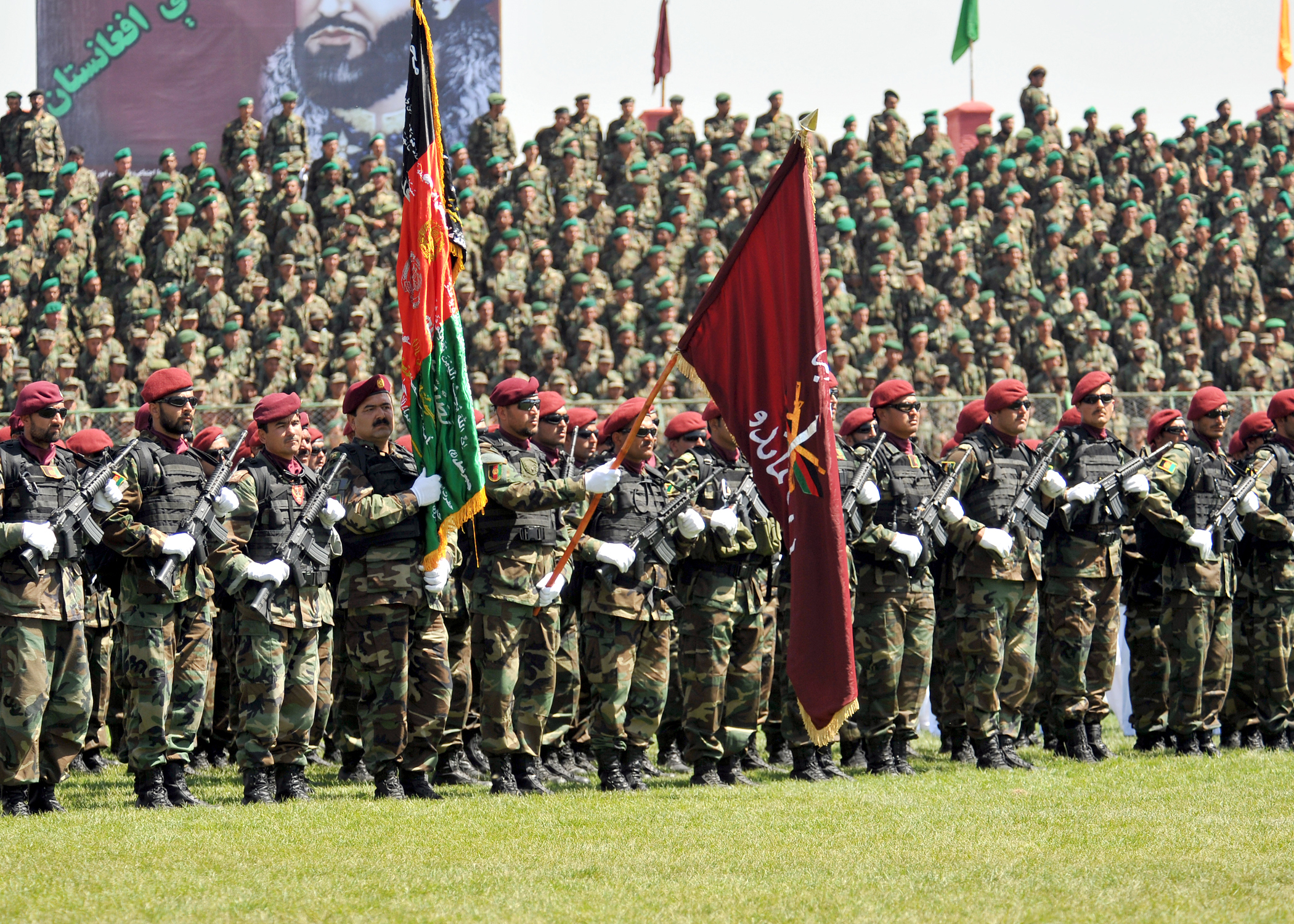
아프가니스탄 국군 장병들의 모습

아프가니스탄 외무부는 아프가니스탄 대외 관계의 유지를 담당하고 있다. 아프가니스탄은 1946년에 유엔에 가입하였다. 북대서양 조약 기구 회원국들과 긴밀한 경제적 관계를 맺고 있으며, 특히 미국, 영국, 독일, 그리고 터키와 긴밀한 관계를 유지하고 있다. 2012년 미국 정부는 아프가니스탄을 주요 비NATO 동맹국으로 지정하고 미국-아프가니스탄 전략적 동반자 협정을 맺었다. 아프가니스탄은 파키스탄, 이란, 투르크메니스탄, 우즈베키스탄, 타지키스탄, 그리고 중화인민공화국과 같은 인접국과 밀접한 대외 관계를 맺고 있으며, 인도, 방글라데시, 네팔, 카자흐스탄, 러시아, 아랍에미리트, 사우디아라비아, 이라크, 이집트, 일본과 같은 지역 국가들과도 우호적인 관계를 유지하고 있다. 또한 계속하여 다른 국가들과도 대외 관계를 발전하기 위해 노력하고 있다.
유엔 아프가니스탄 지원단(UNAMA)은 유엔 안보리 결의안 1401호에 따라 전쟁으로 인한 아프가니스탄의 피해 복구를 돕기 위해 2002년에 결성되었다. 오늘날에는 나토 회원국들이 국제안보지원군 (ISAF)의 일환으로 아프가니스탄에 38,000명 규모의 군대를 파견하였다. 국제안보지원군 파견의 주 목적은 아프가니스탄 보안군(ANSF)을 훈련시키기 위함이다. 아프가니스탄 군대는 아프가니스탄 국방부 산하 기관으로 아프가니스탄 국군(ANA)과 아프가니스탄 공군(AAF)으로 구성되어 있다. ANA는 카불의 201 셀랍 ("홍수") 군단, 가르데즈의 203 군단, 칸다하르의 205 아툴 ("영웅") 군단, 헤라트의 207 군단, 마자르 이 샤리프의 209 군단, 라슈가르가의 215 군단 등의 7개의 주요 군단들로 이루어져 있다. 또한 ANA는 특수부대를 2007년부터 두고 있다. 아프간 국방대학교 (ADU)는 아프가니스탄 군대의 교육을 담당하여, 소속기관으로 아프가니스탄 국군사관학교를 두고 있다.

#### 대한민국과 관계
1973년 12월 31일 대한민국과 수교하였으며, 1978년 9월 단교하였다. 2002년 1월 31일 외교관계가 재개되어 2002년 9월 주아프간 대한민국 대사관이 재개설되었다. 아프가니스탄은 2004년 1월에 주한 아프가니스탄대사관을 개설하였다. 2021년 8월 대한민국 대사관이 아프가니스탄에서 철수하였다.
조선민주주의인민공화국(북한)과는 1973년 외교관계를 수립하였으나, 공산정권 붕괴 후 1993년부터 사실상 교류가 단절된 상태이다.
대한민국에서는 2021년부터 현재까지 여행금지국으로 지정된 나라이기도 하다.

### 법 집행

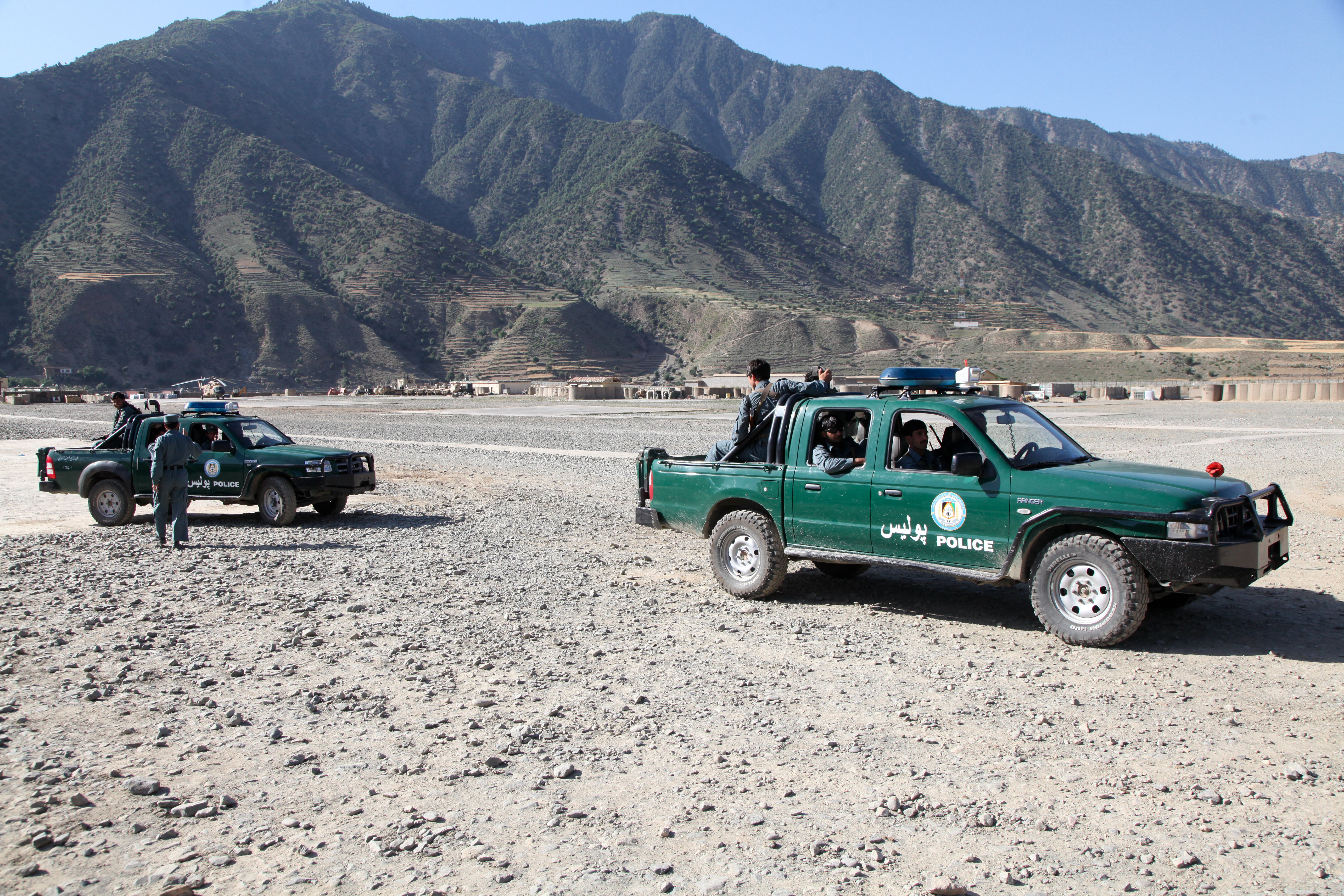
쿠나르주의 경찰 트럭

국가 안보국 (NDS)은 아프가니스탄 국내에서 활동하는 정보 기관으로, 15,000명에서 30,000명의 직원을 두고 있다. 아프가니스탄 내에는 126,000명의 경찰력이 있으며, 160,000명 규모가 될 때까지 계속하여 경찰력을 모집할 계획이 있다. 아프가니스탄 경찰 (ANP)은 내무부 산하의 기관으로 아프가니스탄 내의 유일한 법집행기관으로 활동하고 있다. 아프가니스탄 시민 안전 경찰이 ANP의 주 기관으로, 각 준장이 5개의 군단을 관리하고 있다. 군단은 카불, 가르데즈, 칸다하르, 헤라트 그리고 마자르샤리프에 위치해 있다. 각 주에는 정부에서 임명된 주 경찰청장이 관할 지역을 맡아 관리하고 있다.
아프가니스탄 경찰은 거의 대부분의 훈련과정을 아프가니스탄 내 주둔한 나토 훈련 임무단로부터 이수한다. 2009년 당시 절대다수의 경찰관들이 문맹이거나 뇌물 수수 혐의를 받고 있었다. 자발적으로 진행된 문자해독능력 프로그램은 2011년 초에 경찰 기초 훈련에서 필수 이수 과정이 되었다. 또한 경찰 병력의 17%가 불법 약물 검사에서 양성 반응을 보였다. 카르자이 대통령은 2009년 내무부와 함께 2개의 반부패 부서를 창설하였다. 당시 내무부 장관은 미국 (연방수사국), 영국 (스코틀랜드 야드), 유럽연합에서 온 보안요원들이 부서 내의 검찰관들을 교육시킬 것이라고 발표하였다.
아프가니스탄의 거의 대부분의 지역은 계속되어 온 전투 활동으로 위험하다. 매년 수백명의 경찰관들이 근무 도중 죽임을 당한다. 납치와 절도 등의 범죄도 자주 보고되고 있다. 아프가니스탄 국경 경찰(ABP)은 국가의 모든 공항 시설과 국경 지대를 관리하는데, 특히 듀랜드 라인 국경선을 중심으로 범죄 조직과 테러리스트 활동이 활발하여 국경 경찰의 집중 배치를 받고 있다. 2011년에 발표된 보고서에 따르면, 아프가니스탄에서 300여만 명이 넘는 사람들이 불법 약물 사업에 연관되어 있다고 한다. 범죄 조직이 정부 인사를 대상으로 한 테러도 종종 보고되고 있다.

## 경제

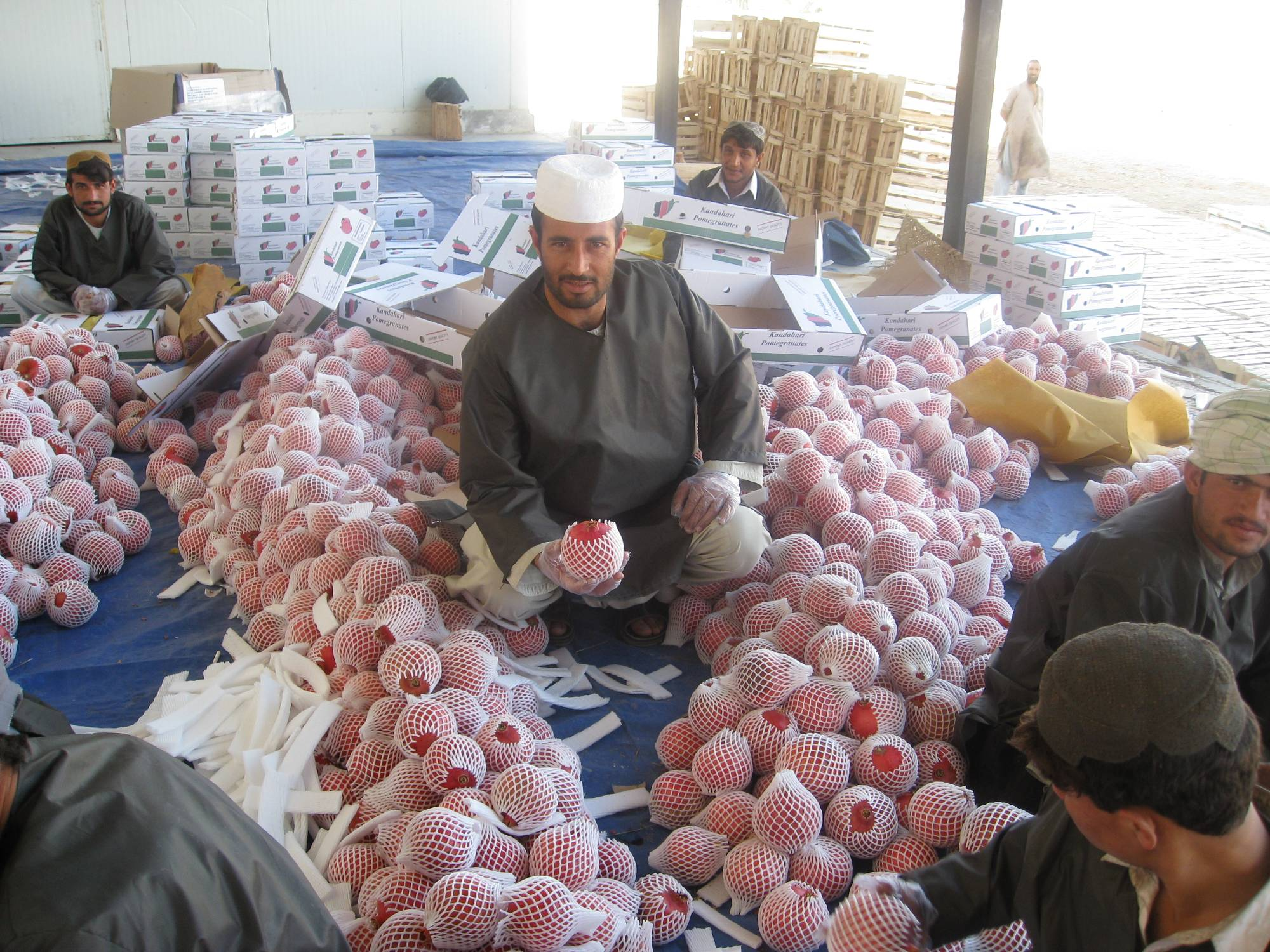
아프가니스탄에서 생산하는 석류는 아시아 지역에서 매우 유명하다.

아프가니스탄은 빈곤 상태의 저개발 국가로, 수십년간 지속되온 전쟁과 해외 투자의 부족으로 세계에서 가장 가난한 국가 중 하나가 되었다. 아프가니스탄 경제는 지난 10년 동안 매년 10%의 성장률을 유지해왔다. 이는 500만 억 달러 규모의 국제적인 원조와 아프가니스탄 난민들의 송금액이 뒷받침한 결과이다.
아프가니스탄의 심각한 빈곤상태를 보여주는 자료로, 2016년 아일랜드의 NGO인 컨선월드와이드(Concern Worldwide), 독일의 NGO인 세계기아원조(Welthungerhilfe) 그리고 미국의 연구기관인 국제식량정책연구소(IFPRI)가 협력하여 발표하는 세계기아지수(GHI)를 참고하면, 아프가니스탄은 총 100점 중 34.8점으로 '위험'에 가까운 기아 상태를 보이고 있다. 가장 기아가 심각한 나라로 발표된 중앙아프리카공화국도 50점을 넘지 않는 다는 것을 감안한다면 분명 이는 심각한 상태라고 할 수 있다. 해당 조사에서는 총 118개의 개발도상국 중 아프가니스탄이 111위를 기록하여 아프가니스탄의 기아상태를 여실히 보여주었다.
또한 교통 시스템과 국가 주력 산업인 농업 생산 효율에 대한 개선도 경제 발전에 일조하였다. 아프가니스탄은 양질의 석류, 포도, 살구, 멜론 그리고 아몬드를 포함한 견과류를 생산하는 국가로 유명하다. 아프가니스탄은 세계 최대 아편 생산국으로 아프가니스탄 정부와 여러 국제 기구가 아편 생산을 근절하기 위해 노력하고 있다.
국가 전체의 경상수지 적자가 기부금으로 보조되고 있으나, 이중 정부 예산에 직접적으로 유입되는 비율은 매우 적다. 나머지는 비예산적 경비와 유엔 혹은 다른 비정부 기구의 기부 계획에 쓰인다. 아프가니스탄 재무부는 세금 부과 개선과 공공 부문 지출 확대에 집중하고 있다.

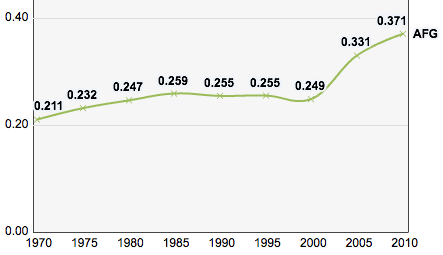
1970-2010 동안의 아프가니스탄 인간 개발 지수 추이

아프가니스탄 중앙은행은 아프가니스탄의 중심 은행기관이다. 아프가니스탄의 공식 통화는 아프가니이다. 2003년부터 아프가니스탄 국제은행, 카불 은행, 아지지 은행, 파슈타니 은행, 스탠다드차타드 은행, 그리고 퍼스트 소액금융은행 등 16개가 넘는 은행이 아프가니스탄에서 서비스를 시작하였다.
아프가니스탄의 최근 경제성장의 주요 인자 중 하나는 사업을 시작할 충분한 자본과 능력을 겸비한 500만 국외 거주자들의 귀환이다. 아프가니스탄에서는 1970년대부터 건설업이 성장하여 현재는 아프가니스탄에서 가장 큰 산업들 중 하나로 자리잡았다. 또한 여러 회사와 공장들이 나라 안팎에서 가동하기 시작하였는데, 이에 따라 경영 환경이 개선하며 2003년에는 통신업 분야에 15억 달러 규모의 투자가 발생하며 100,000개의 일자리가 창출되었으며, 아프간 양탄자의 인기가 높아짐에 따라 전국의 카페트 딜러들이 더 많은 근로자를 고용하게 되는 효과가 나타나고 있다.
아프가니스탄은 세계무역기구, 남아시아 지역 협력 연합, 경제 협력 기구, 그리고 이슬람 협력 기구의 회원국이다. 또한 상하이 협력 기구에서 옵저버 지위를 가지고 있다. 아프가니스탄에서의 아편생산은 2007년 300만 명이 관련 사업에 연관되면서 역대 최대치를 갱신하였으나, 다음 해에 연이어 아편 생산량이 급격히 감소하였다. 아프가니스탄 정부는 아편 재배를 줄이기 위한 정책을 펴왔으며, 이에 따라 2010년에는 전체 34개 주 중 24개의 주에서 아편 재배가 보고되지 않았다 한다.

### 광업
2006년 미국 지질조사국이 아프가니스탄 북부 지역에서 측정한 결과에 따르면, 아프가니스탄에 29억 배럴의 석유, 15.7조 큐빅 피트의 천연가스, 그리고 5억 6,200만 배럴의 액화가스가 매장되어 있다고 한다. 아프가니스탄은 2011년 중국천연가스그룹 (CNPC, China National Petroleum Corporation)과 아무다르야 강 연안에 자리잡은 3개의 유전에 대한 석유탐사협정을 맺었다.
아프가니스탄에는 리튬, 구리, 금, 석탄, 철광석 등 다양한 광물자원이 매장되어 있다. 2007년 중국야금과공집단 (中国冶金科工集团有限公司)은 아프가니스탄 메스 아이낙 구리 광산을 30억 달러를 지불하고 30년의 임차권을 체결하였고, 이는 아프가니스탄 역사상 최대 규모의 외국인 투자였다고 한다. 인도철강공사는 아프가니스탄 중부에 위치한 하지각 철광에 대한 개발 및 채굴권을 따내였다. 아프가니스탄 정부 관리들은 미개발 상태의 광물 자원의 가치가 최소 9,000억 달러에서 최대 3조 달러의 규모라고 추정하고 있다.

### 무역
2016년 기준으로 아프가니스탄의 주요 수출 상대국은 파키스탄(47.5%), 인도(38.57%), 이란(3.16%), 터키(2.04%), 이라크(1.88%)이다. 주요 수입 상대국은 이란(19.36%), 파키스탄(18.35%), 중국(16.72%), 카자흐스탄(9.51%), 우즈베키스탄(6.11%)이다.
2016년 기준으로 총수출액은 596백만 달러, 총수입액은 6,534백만 달러이다. 주요 수출 품목은 식물 추출물(85백만 달러), 건포도(56백만 달러), 포도(39백만 달러), 카펫(38백만 달러), 무화과(33백만 달러)이다. 주요 수입 품목은 밀(664백만 달러), 이탄(598백만 달러), 섬유(334백만 달러), 동식물성 지방(316백만 달러), 천연가스(296백만 달러)이다.

## 교통

### 항공
아프가니스탄에는 4개의 국제공항이 있다. 대한민국과 미국을 포함한 나라에 갈 수 있게 만든 공항인 카불 국제공항, 헤라트 국제공항, 칸다하르 국제공항, 마자르이샤리프 국제공항이 있다.

### 철도
2014년을 기준으로 아프가니스탄은 두개의 철도 노선을 운영하고 있다. 하나는 발흐 주 키라바드에서 우즈베키스탄 국경까지의 75km 구간이고 다른 하나는 토라군디에서 투르크메니스탄 국경까지의 10km 구간이다. 양 구간 전부 화물운송 전용이며 여객운송 서비스는 제공하고 있지 않다. 그러나 추가적인 철도 노선 건설에 대한 다양한 사업이 추진되고 있다. 2013년에는 아프가니스탄, 투르크메니스탄, 그리고 우즈베키스탄 삼국 대통령들이 투르크메니스탄-안득호이-마자르이샤리프-키라바드를 연결하는 225km의 철도 노선의 기공식에 참가하였다. 이 노선은 기존의 키라바드-우즈베키스탄 노선과 연결될 것이다. 카불에서 동부의 파키스탄 접경지역인 토르캄에 철도를 건설하여 파키스탄 철도와 연결하려는 계획도 존재한다. 또한 이란과 헤라트를 연결하는 철도 노선을 완공하려 하고 있다.

### 도로
아프가니스탄은 계속되는 전투 활동으로 버스로 이동하는 것이 극히 위험하다. 버스는 주로 오래된 메르세데스-벤츠 버스 모델들로 유한 회사들이 운영하고 있다. 아프가니스탄의 도로에서는 교통사고가 빈번히 일어나는데, 특히 카불-칸다하르와 카불-잘랄라바드 간선 도로에서 두드러지게 일어난다.
고속도로의 재건 이후 새로운 차량들이 더 넓게 유입되고 있다. 대부분 파키스탄과 이란을 통해 아랍에미리트에서 수입되어 온 것이다. 2012년 이후에는 10년 이상 된 자동차의 반입이 금지되고 있다. 아프가니스탄의 도로 네트워크의 건설은 이웃국가 간의 무역을 촉진시키며 나라 경제의 큰 보탬이 되고 있다. 아프가니스탄 내의 우편 서비스는 아프가니스탄 우편국과 페덱스, DHL과 같은 기업이 제공하고 있다.

## 통신업
아프가니스탄의 통신 서비스는 아프간 와이어리스, 에티살랏, 로샨, MTN 그룹, 그리고 아프간 텔레콤 등의 통신사들이 제공하고 있다. 2006년 아프가니스탄 통신부는 ZTE와 전국적 규모의 광케이블 네트워크를 구축하는 6,450만 달러 규모의 양해각서를 체결하였다. 2011년 아프가니스탄에는 1,700만 명 정도의 GSM 사용자와 100만 명이 넘는 인터넷 사용자, 그리고 75,000개의 전화선과 190,000명이 넘는 CDMA 사용자가 있다. 에티살랏과 MTN 그룹이 3G 서비스를 제공하고 있다. 2014년, 아프가니스탄은 유텔샛에서 우주 인공위성을 임차하여 AFGHANSAT 1이라 이름지었다.

## 의료

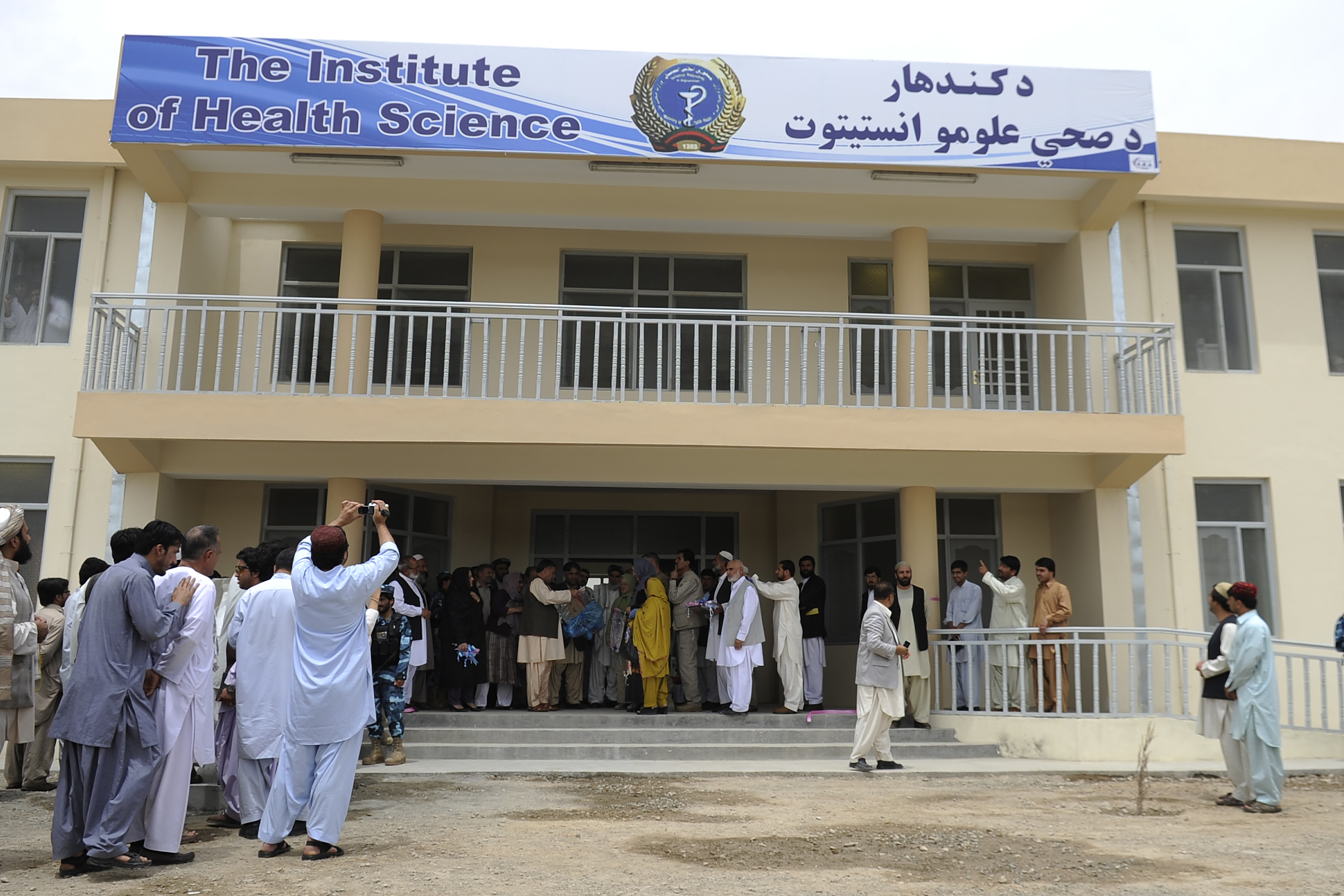
칸다하르의 한 공중보건연구소의 개관식

인간 개발 지수에 따르면, 아프가니스탄은 세계에서 15번째로 저개발된 국가이다. 평균 수명은 여성
45세, 남성 44세이다. 아프가니스탄은 세계에서 가장 높은 산모 사망률 그리고 신생아 사망률을 가진 국가들 중 하나인데, 2015년 1,000명당 257명의 신생아 사망률을 기록하였다. 아프가니스탄 공중보건부는 2020년까지 신생아 사망률을 100,000명당 400명 정도로 절감하겠다고 밝혔다. 아프가니스탄은 3,000명이 넘는 조산사가 있으며, 매년 300명에서 400명 정도의 추가인력이 양성되고 있다.
아프가니스탄에는 지난 10년 동안 수많은 병원과 진료소가 세워졌다. 그 중 가장 선진의료를 받을 수 있는 곳들은 카불에 위치해 있다. 카불의 프렌치 어린이 의료연구소와 인디라 간디 어린이 병원은 아프가니스탄에서 가장 선두에 있는 어린이병원들이다. 카불의 주요 의료시설로는 350개의 침대를 보유한 잠후리앗 병원과 현재 공사 중인 지나 병원 등이 있다. 이외에도 아프가니스탄의 지방 곳곳에 시설이 잘 갖추어진 군사 병원들이 위치해 있다.
2002년 전체 인구의 9%가 가장 가까운 의료 시설에서 걸음으로 2시간 거리에 거주한다고 나타났으나, 2006년에는 60% 가까이 되는 인구로 해당 대상이 크게 늘었다. 2011년 실시된 설문조사에 의하면 아프가니스탄 전체 의구의 57%가 자신은 의료 시설에 대한 접근성이 매우 좋다고 응답하였다. 아프가니스탄은 장애인이 자주 발생하는 곳으로, 약 100만 명이 영향을 받았다. 약 8만명이 팔다리를 잃었고, 이중 대부분은 지뢰에 의해 팔다리를 희생당하였다. 세이브 더 칠드런과 마호바의 약속 등과 같은 비정부 단체들은 정부와 함께 연계하여 고아들을 돕고 있다. 인구통계 건강조사는 인도 건강관리조사 연구소와 기타 기관과 함께 아프가니스탄에서 임산부 사망률을 중심으로 여러 건강조사를 실시하고 있다.

## 교육
아프가니스탄의 교육은 아프가니스탄 교육부와 고등교육부의 감독 아래 K-12와 고등교육과정을 포함하고 있다. 아프가니스탄의 교육 인프라는 몇십년간의 전쟁으로 파괴되었으나, 2001년 말 카르자이 행정부가 들어서면서 점차 복구되고 있다. 지난 10년동안 5,000개가 넘는 학교가 새로 설립되거나 재건되었으며, 100,000명이 넘는 선생님들이 양성되거나 모집되었다. 700만명이 넘는 학생들이 학교에 다니고, 100,000명이 넘는 학생들이 아프가니스탄 전역에 세워져 있는 대학교에 다니고 있고, 최소 그중 35%가 여학생이다. 2013년을 기준으로, 아프가니스탄에는 16,000여 개의 학교가 있다. 굴람 파루크 와르다크 교육부 장관은 아직 교육에서 소외되어 있는 300만명의 어린이를 위해 8,000개의 학교가 더 지어져야 한다고 하였다.

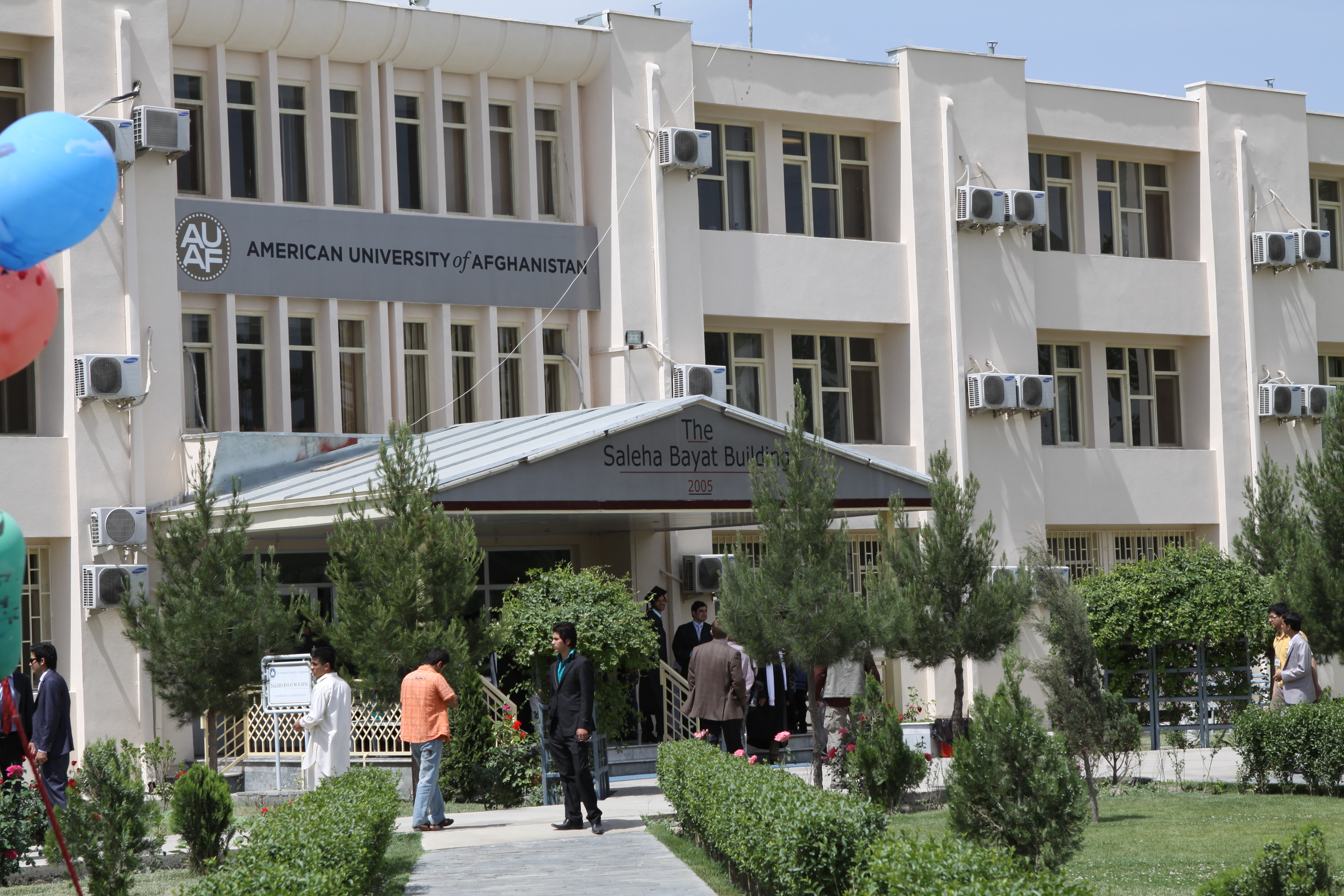
카불의 아프가니스탄 아메리칸 대학교 (AUAF)

카불 대학교는 2002년 남녀 모든 학생들에게 다시 문을 열었다. 2006년에는 아프가니스탄 아메리칸 대학교가 세계 최상급 영어교육기관을 목적으로 아프가니스탄에 문을 열었다. 아프가니스탄의 수도인 카불은 아프가니스탄의 교육중심으로, 국가 최고의 교육기관들이 포진되어 있는 곳이기도 하다. 카불 바깥에 위치해있는 주요 대학교로는 남쪽의 칸다하르 대학교, 북서쪽의 헤라트 대학교, 북쪽의 발흐 대학교, 그리고 동쪽의 낭가르하르 대학교와 호스트 대학교 등이 있다. 미국 육군사관학교를 본떠 만든 아프가니스탄 국군사관학교는 아프가니스탄 국군의 사관 양성을 위한 4년제 군사교육기관이다. 2만 달러 규모의 아프간 국방대학교 건설 계획은 카불 카르가 댐 근처에서 진행되고 있다.
아프가니스탄 전체 인구의 문맹률은 더 많은 학생들이 학교에 다님에 따라 점차 개선되고 있다. 2010년부터 미국은 아프가니스탄 전역에 링컨 학습 센터를 짓기 시작하였다. 링컨 학습 센터는 영어 교실, 도서관 시설, 다목적 회당, 인터넷 연결, 그리고 기타 교육 프로그램을 제공한다. 아프가니스탄 보안군은 의무적으로 문자해독 프로그램을 이수해야 한다. 미국의 세서미 스트리트를 기반으로 한 바체-이-심심은 2011년 말 아프가니스탄 아동의 교육을 목적으로 편성되었다.
2009년과 2010년에는 익명의 재단의 지원을 바탕으로 5,000대의 컴퓨터가 OLPC 프로그램의 일환으로 칸다하르에 배치되었다.

## 문화

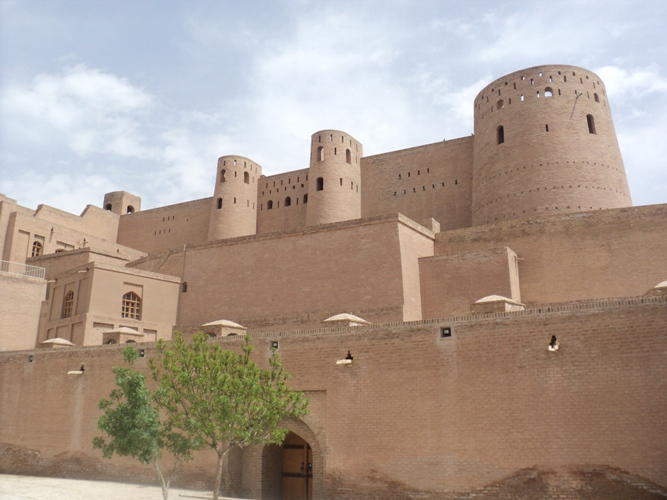
헤라트 성채

아프가니스탄 문화는 2,000년동안 지속되어 왔으며, 그 기원은 최소 기원전 500년 즈음 아케메네스 제국 시절부터 거슬러 올라간다. 아프가니스탄은 유목민과 부족민이 주를 구성하는 사회를 지님으로써, 각 지역마다 다양한 전통을 가져, 이는 아프가니스탄의 다문화 및 다언어적 성격을 여실없이 보여준다. 아직도 아프가니스탄 남부와 동부 일부 지역에는 고대에서부터 내려져 오는 생활방식인 파슈툰왈리를 보전해오고 있어, 파슈툰인의 문화를 지속하여 계승해오고 있다. 이를 제외한 나머지로는 페르시아인과 튀르키예인들이 아프가니스탄의 문화를 구성하고 있다. 파슈툰인들과 지리적으로 가까운 곳에 거주하는 비-파슈툰인들 중에는 파슈툰왈리를 받아들여 파슈툰화 (혹은 아프간화)의 과정을 겪은 부류도 있다. 한편 페르시아화된 파슈툰인들도 존재한다. 지난 30년간 파키스탄과 이란 등지에서 거주해온 아프가니스탄 사람들은 이웃국가의 문화에 영향을 받았다.
아프가니스탄 사람들은 자신들의 문화, 국가, 조상, 특히 종교와 독립에 대한 큰 자부심을 느낀다. 다른 산악 지방에서도 볼 수 있듯이, 그들은 명예, 부족에 대한 충성, 그리고 분쟁을 잠재우기 위해 기꺼이 자신의 힘을 보태려고 여겨진다. 이는 외부인에 대한 우려와 겸양으로도 이어진다. 아득한 옛날부터 부족간의 전투와 내전이 주된 탓에, 이렇게 쌓여진 독립적인 성향은 외부 세력의 침략을 어렵게 하였다. 토니 히스코트는 부족사회를 지리적으로 험준한 국가에 많은 사람들을 구성케 하는 가장 좋은 방법이라 하였다. 아프가니스탄에는 60여 족의 주요 파슈툰인들이 살고 있으며, 아프간 부족민의 수는 200~300만여 명으로 추정된다.
아프가니스탄은 매우 복잡한 역사를 지니고 있으며, 이는 현재까지 이어져오고 있는 문화의 형태로나, 혹은 다양한 형태의 언어와 기념물의 형태로도 남아있다. 그러나, 많은 역사적 기념물들은 최근 아프가니스탄에서 벌어진 전쟁들에 파괴되었다. 바미얀 석불은 우상숭배라는 이유로 탈레반에 의해 파괴되었다. 이럼에도 불구하고, 많은 고고학자들은 아프가니스탄 각지에서 불교 유물들을 찾고 있으며, 어떤 것들은 2세기에 만들어졌다고 추정되는 것도 있다. 이는 아프가니스탄에 불교가 유행하였다는 것으로 추정할 수 있다. 이외의 역사적으로 중요한 도시로 헤라트, 칸다하르, 가즈니, 마자르이샤리프, 그리고 자란즈 등이 있다. 하리강 기슭에 위치한 얌의 첨탑은 유네스코 세계유산에 등재되어 있다. 이슬람의 예언자 무함마드가 줄곧 입었던 망토는 칸다하르의 망토 사당에 보전되어 있다. 칸다하르는 알렉산드로스 3세 메가스가 건설한 도시이자 아프가니스탄의 첫 수도이기도 하다. 헤라트 성채는 최근 몇년간 복원되어 현재는 여행객들에게 유명한 관광지로 변모하였다. 북부에는 무함마드의 원조자 알리 이븐 아비 탈리브가 묻혔다고 믿어진 알리 사당이 있다. 아프가니스탄 정보문화부는 가즈니에 있는 42개의 역사 유적지를 2013년까지 복원한다고 밝혔다. 또한 가즈니 주는 이슬람 문명의 수도로 선언될 것이라고 덧붙였다. 아프가니스탄 국립박물관은 카불에 위치하여 있다.
문맹률이 높은데도 불구하고, 고대의 페르시아 문학과 파슈토 문학은 아프가니스탄 문화에 지대한 영향을 끼쳤다. 시가 문학은 언제나 교육의 기둥으로 여겨져 왔으며, 문화의 일부분이라 여겨지기도 하였다. 주목할 만한 시인들로는 루미, 라비아 발키, 사나이, 자미, 쿠샬 카타크, 라만 바바, 칼릴루아 칼릴리, 그리고 파르윈 파즈왁 등이 있다.

### 언론과 놀거리

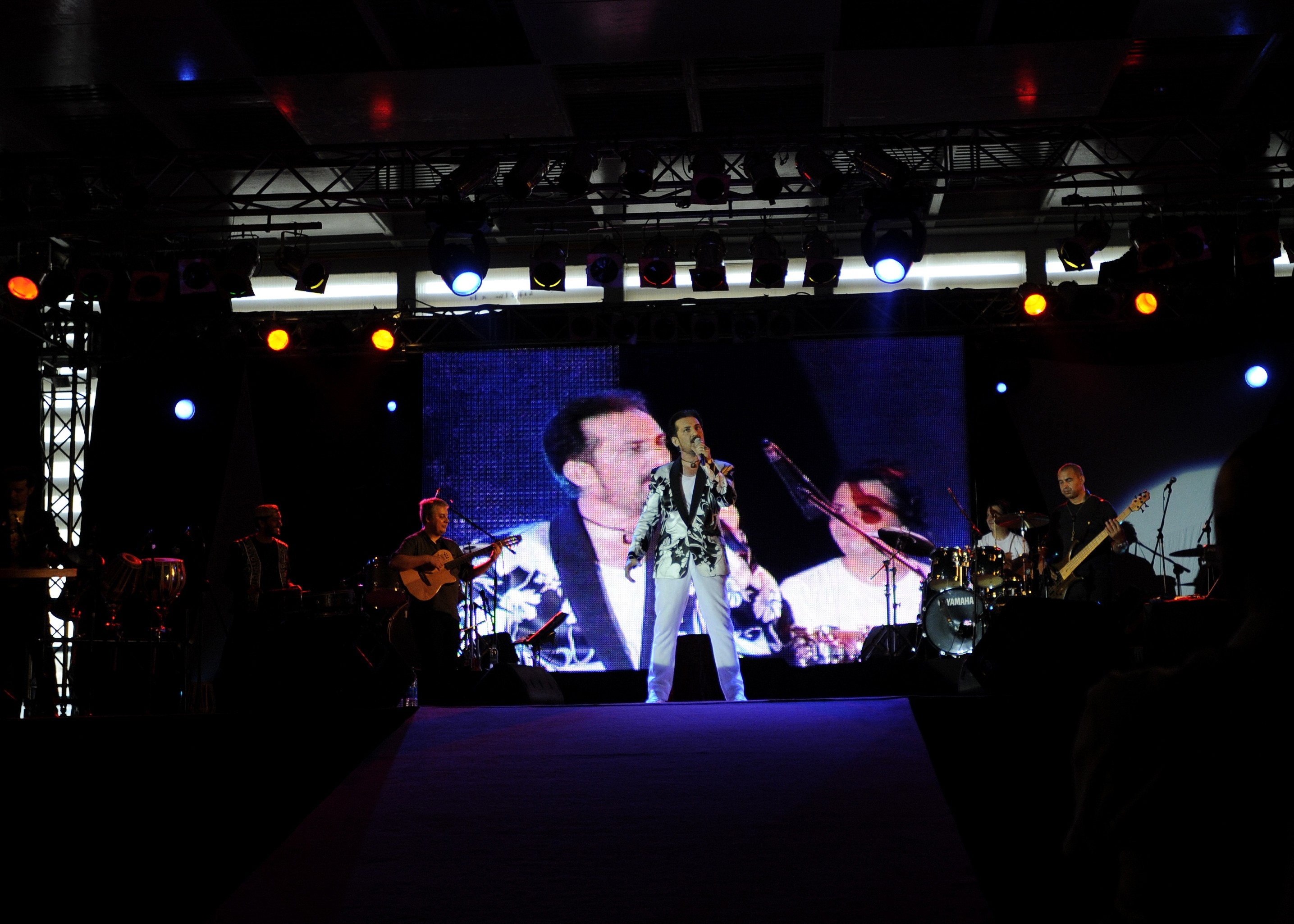
카불 세레나 호텔에서 공연하고 있는 파하드 다리아

아프가니스탄의 대중 매체는 20세기 초에 시작되어, 1906년에 아프가니스탄 첫 신문이 발행되었다. 1920년대에는 라디오 카불이 아프가니스탄 내 라디오 서비스를 시작하였고, 1974년에는 아프가니스탄 국영 방송이 개국하였으나, 1996년에 탈레반의 언론 통제로 문을 닫아야 했다. 그러나 2002년부터 언론 규제가 서서히 완화되며 민영 미디어가 다양화되었다. 2004년 헌법에는 표현의 자유와 언론의 자유가 명시되며 검열을 금지하였으나, 개인에 대한 명예훼손과 이슬람 교리에 어긋나는 내용을 생산하는 것도 금지되었다. 2008년에 국경 없는 기자회는 아프가니스탄의 언론환경을 173개 국가 중 156위라 평가하였고, 자유도는 1위라 평가하였다. 아프가니스탄에는 400여 개의 간행물이 등록되어 있으며, 15개의 지역 텔레비전 채널들과 60개의 라디오 방송국들이 존재하고 있다. 미국의 소리, BBC 월드 서비스, 자유유럽방송 등과 같은 해외 라디오 방송도 아프가니스탄 내에서 방송되고 있다.
카불은 많은 전통 음악가와 현대 아프간 음악가의 고향이 되어주었다. 특히 전통 음악은 노루즈나 아프가니스탄 독립기념일 연휴기간 동안 인기가 있다. 아흐마드 자히르, 나셰나스, 우스타드 사라항, 사르반, 우바이둘라 쟌, 파하드 다리아, 그리고 나그흐마 등의 유명한 아프가니스탄 출신 음악가들이 있으며, 이 외에도 많은 재능있는 음악가들이 활동한다. 대부분의 아프가니스탄 사람들은 볼리우드 영화를 감상하고 그 영화음악을 즐겨 듣는다. 많은 메이져급 볼리우드 스타들이 아프가니스탄 출신인 경우가 종종 있는데, 살만 칸, 사이프 알리 칸, 샤루크 칸, 아미르 칸, 페로즈 칸, 카데르 칸, 나스루딘 샤, 자린 칸, 그리고 셀리나 제이틀리가 그 대표적 인물들이다. 그 밖에도 다하르마트마, 쿠다 가바, 이스케이프 프롬 탈레반, 그리고 카불 익스프레스 등의 여러 볼리우드 영화들이 아프가니스탄에서 촬영되었다.

### 스포츠

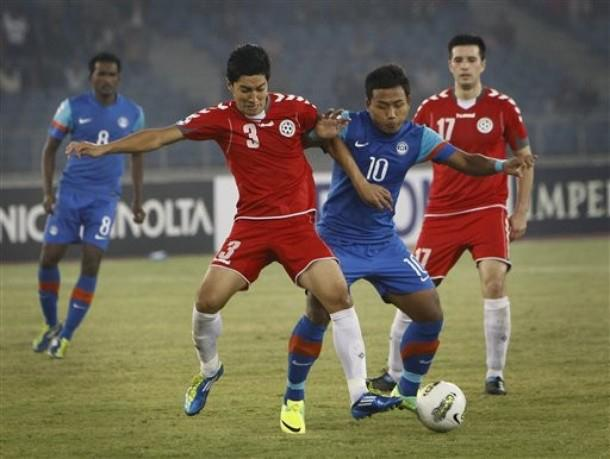
2011 SAFF 챔피언쉽에서 아프가니스탄 축구팀 (붉은 유니폼)과 인도 축구팀 (파란 유니폼)의 경기 모습

아프가니스탄의 스포츠 팀은 국제 경기에서 점점 발전된 성적을 내놓고 있다. 아프가니스탄 농구 대표팀은 2010년 남아시아 경기 대회에서 자체 최초 팀 타이틀을 얻어내었다. 이듬해 아프가니스탄 크리켓 대표팀이 2009-10 ICC 인터컨티넨탈 컵에서 우승하였다. 2012년, 아프가니스탄 출신의 길거리 농구팀이 2012년 해변 아시안 게임에서 금메달을 수여받았다. 2013년, 아프가니스탄 축구 국가대표팀이 남아시아 축구 선수권 대회에서 우승하였다.
크리켓과 축구는 아프가니스탄에서 가장 인기 있는 스포츠 종목들 중 하나이다. 아프가니스탄 크리켓 대표팀은 2000년대에 구성되어, 2009년 크리켓 월드컵 예선, 2010년 월드 크리켓 리그 디비전 원, 2010년 ICC 월드 Twenty20에 참가하였다. 아프가니스탄 크리켓 대표팀은 앞서 2007년, 2009년, 2011년, 그리고 2013년에 열린 ACC Twenty20 컵에서 우승하였다. 이러한 성적이 축적되어 2015년 크리켓 월드컵의 경기 출전권을 따기에 이르렀다. 아프가니스탄 크리켓 협회 (ACB)는 아프가니스탄 내의 공식 크리켓 행정 기구이며 카불에 본부를 두고 있다. 가지 아마눌라 칸 국제 크리켓 경기장이 아프가니스탄의 메인 크리켓 경기장의 역할을 수행하고 있으며, 그 뒤로 카불 국가 크리켓 경기장 등의 주요 경기장이 있다. 이외의 여러 경기장이 공사 진행 중에 있다. 아프가니스탄 내에서는 주별로 팀을 꾸려 크리켓 경기를 진행하곤 한다.
아프가니스탄 축구 국가대표팀은 1941년부터 국제 축구 경기에 참가해온 역사가 있다. 아프가니스탄에서 열리는 홈 경기는 카불에 위치한 가지 스타디움에서 열리며, 아프가니스탄에서 열리는 모든 축구 경기는 아프가니스탄 축구 협회에 의해 통제된다. 아프가니스탄 대표팀은 단 한번도 FIFA 월드컵에 출천하지 못하였으나, 2013년에 열린 국제 축구 경기에서 트로피를 타낸 바가 있다. 아프가니스탄은 또한 풋살, 5-a-사이드 형식의 축구 대표팀도 보유하고 있다.
아프가니스탄에서 인기있는 또 다른 스포츠 종목으로는 농구, 배구, 태권도, 그리고 보디빌딩 등이 있다. 부즈카시는 아프가니스탄의 전통 스포츠로, 주로 북부 지역에서 경기가 진행된다. 부즈카시는 폴로와 비슷한 형식으로, 말을 탄 두 팀이 염소의 시체를 놓고 경쟁하는 운동이다. 아프간 하운드는 아프가니스탄에 뿌리를 둔 개로 사냥에 주로 쓰이는 종이다.

### 정부
- (파슈토어) 탈레반 정권 아프가니스탄 정부 홈페이지
- 탈레반 정권 아프가니스탄 정부 트위터
- 아프가니스탄 정부 홈페이지
- (영어) 아프가니스탄 정부 페이스북
- 아프가니스탄 정부 유튜브
- 아프가니스탄 정부 인스타그램
- 아프가니스탄 대통령 홈페이지 ※ 폐쇄
- (영어) 외무부 홈페이지

### 기타
- (한국어) 주아프가니스탄 대한민국 대사관
- 주대한민국 아프가니스탄 대사관
- (영어) CIA의 세계정보 (아프가니스탄편) 보관됨 2005-07-10 - 웨이백 머신
- (러시아어) afghanistan.ru — 아프가니스탄에 대한 러시아어 사이트

### 사진
- 카불과 아프가니스탄의 사진 화랑